# Ópera francesa

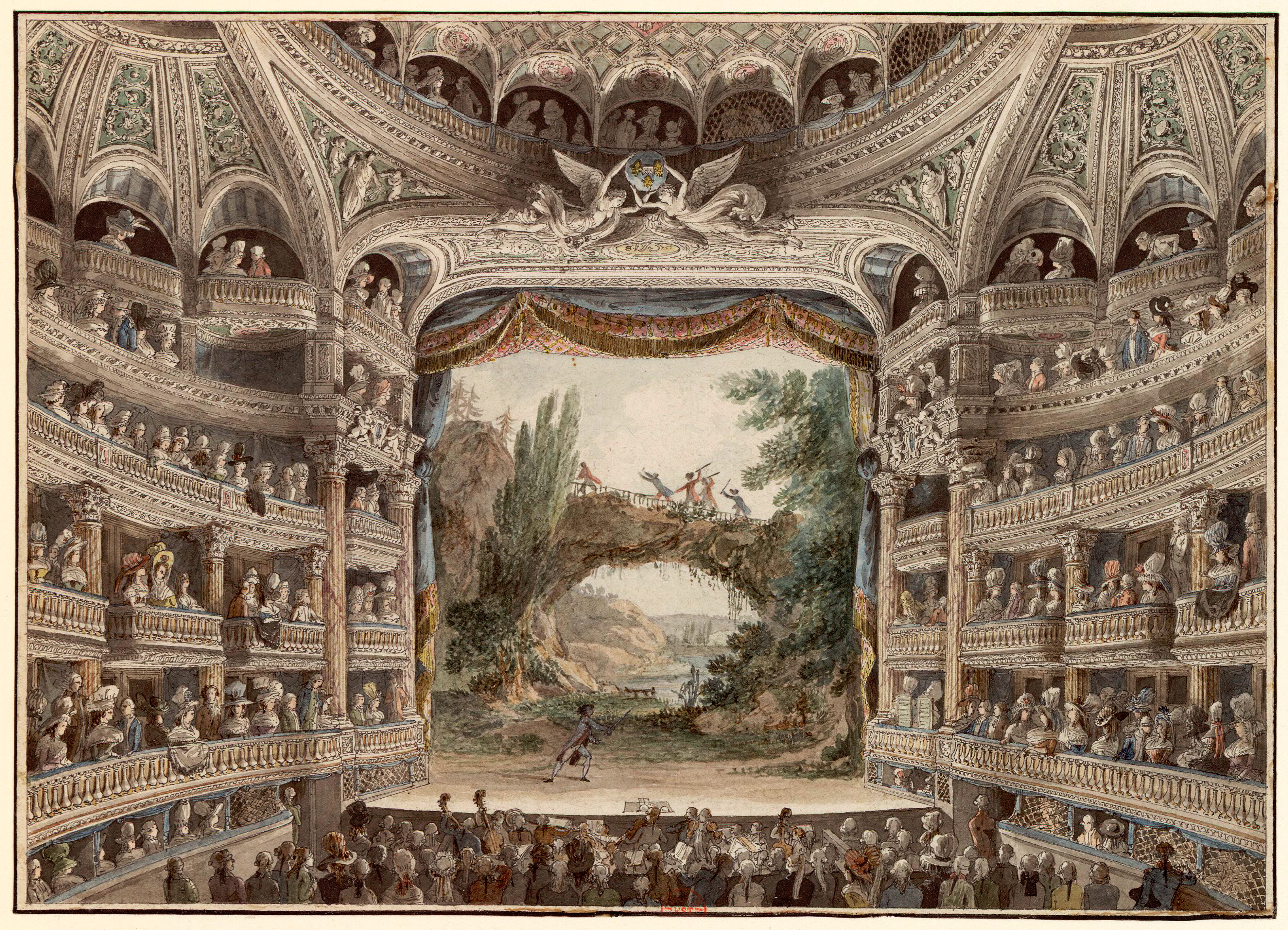
La Comédie-Française durante el.

La Ópera Francesa es el arte de la ópera cantada en francés y que se desarrolla en Francia. Francia tiene una de las tradiciones operísticas más importantes de Europa, con obras de compositores nacionales de la talla de Rameau, Berlioz, Gounod, Bizet, Massenet, Debussy, Ravel, Poulenc y Messiaen, además de aportaciones de muchos compositores extranjeros, como Lully, Gluck, Salieri, Cherubini, Spontini, Meyerbeer, Rossini, Donizetti, Verdi y Offenbach.
El género operístico francés se inició en la corte del rey Luis XIV con la obra de Jean-Baptiste Lully —de origen italiano— Cadmus et Hermione (1673). Lully y su libretista Quinault crearon la «tragédie en musique», una forma escénica en la que el ballet, afición favorita de la corte francesa y la escritura coral tenían un papel especialmente destacado. El sucesor más importante de Lully fue Jean-Philippe Rameau, y a su muerte tomó el relevo el alemán Gluck, que produjo en la década de 1770 una serie de seis óperas para la escena parisina que renovaron por completo el género. Al tiempo, a mediados del siglo XVIII, otro género operístico iba ganando popularidad en Francia: la «opéra-comique», en el que las arias alternaban con el diálogo hablado. En la década de 1820, la influencia de Gluck en Francia dio paso a un nuevo gusto por las óperas de Rossini y una obra suya, Guillaume Tell, ayudó a fundar otro nuevo género, conocido como «grand opéra», cuyo exponente más destacado fue Giacomo Meyerbeer. Otro género más, de tono más ligero, el de la «opéra-comique», también gozó de gran éxito en manos de Boïeldieu, Auber, Hérold y Adam. En este clima, surgieron las óperas de Hector Berlioz que lucharon, sin conseguirlo, por obtener el éxito del público: su obra maestra épica, Les Troyens, la culminación de la tradición gluckiana, no tuvo una representación adecuada hasta casi cien años después de ser escrita.
En la segunda mitad del siglo XIX, Jacques Offenbach dominó otro nuevo género, la opereta, con obras ingeniosas y cínicas como Orphée aux enfers; Charles Gounod tuvo un gran éxito con Faust; y Georges Bizet compuso Carmen, probablemente la ópera francesa más famosa de todos los tiempos. Al mismo tiempo, la influencia de Richard Wagner se consideró un desafío a la tradición francesa. Tal vez la respuesta más interesante a la influencia wagneriana fue la singular obra maestra operística de Claude Debussy, Pelléas et Mélisande (1902), considerada un auténtico no man's land del arte lírico.
En el siglo XX ya no hay operistas franceses y la ópera aparece en el opus de los diferentes compositores como un hecho aislado, sin continuidad. Un compositor, una o dos óperas, aunque eso sí, firmadas por autores de la talla musical de Ravel, Poulenc o Messiaen.

## La época barroca

### Primeras óperas en Francia

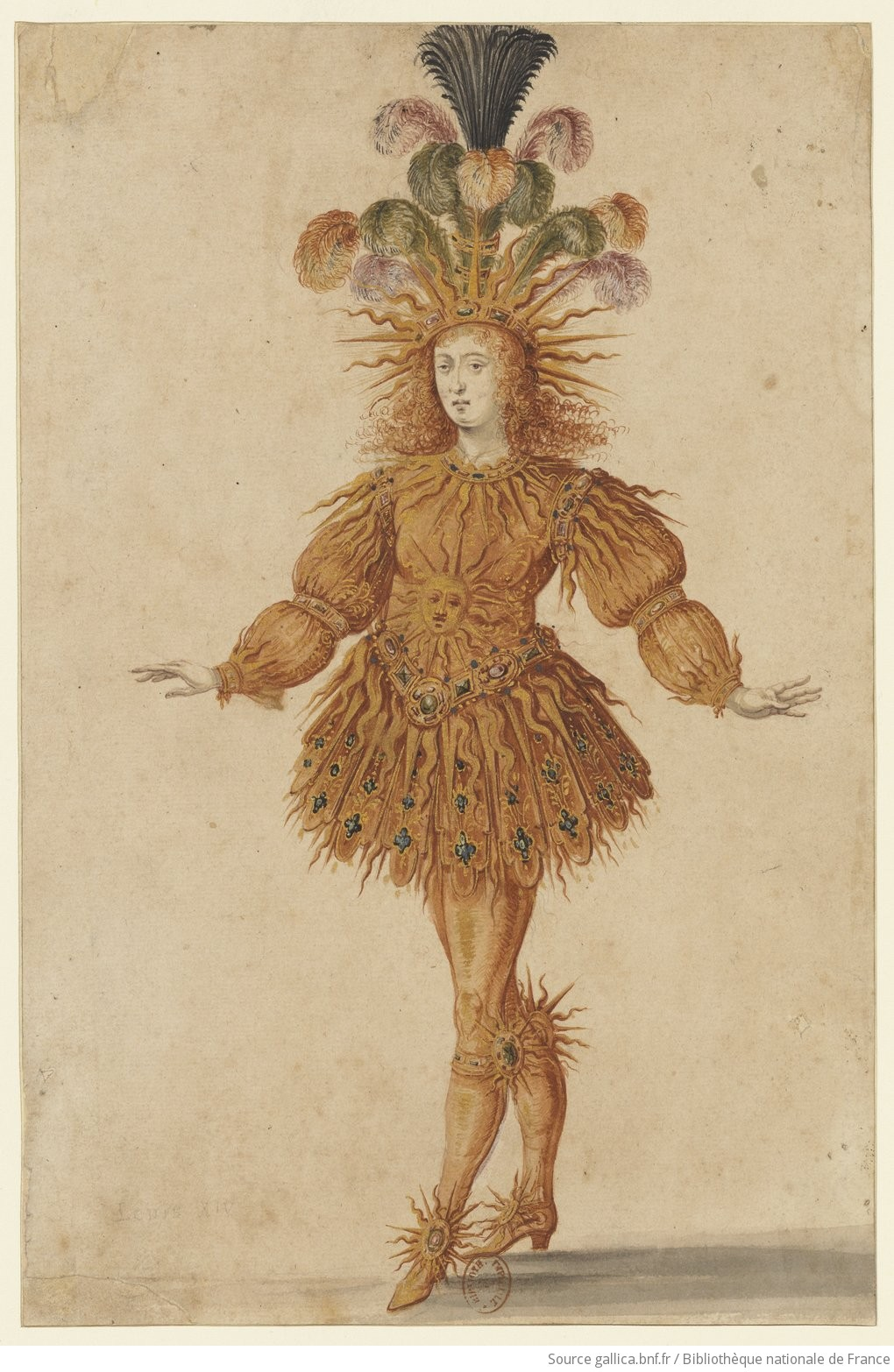
El rey Sol, Luis XIV, en el Ballet de la Nuit (1653).

El género operístico había comenzado en Italia a principios del siglo XVII. En un primer momento (1600-1635), surgió como evolución de las obras de entretenimiento cortesano que se montaban en los palacios aristocráticos de Florencia, Mantua y Roma, estrechamente vinculadas a las tradiciones renacentistas. Luego surgieron los «drammas per música» o «fávolas in música» (1637-1680), en que se dio más importancia al argumento, lo que supuso la aparición de los libretos, tal como hoy se conocen, a mitad del siglo. En Venecia, en 1637, surgió la idea de realizar una temporada de ópera de asistencia libre, abierta al público, que así la sufragaba con la venta de abonos, y se inauguró entonces el primer teatro público de ópera del mundo, el San Cassiano. En una tercera fase (1650-1690), solapada con la segunda, la ópera se difundió por toda Italia y cruzó los Alpes, y el «dramma per música» se adaptó localmente a las condiciones políticas y sociales y sus obras fueron representadas tanto en teatros públicos como privados. Las óperas italianas debían ganarse el favor popular y eso le daba gran dinamismo al género. Sin embargo, en Francia, los espectáculos teatrales estaban sometidos a importantes regulaciones y dependían, en último término, del favor real y será una decisión real la que decidirá el nacimiento de la ópera francesa.
Las primeras representaciones de ópera que se organizaron en Francia fueron obras importadas de Italia, promovidas por el cardenal Mazarino, regente del joven rey Luis XIV, en su intento de italianizar la corte francesa. En 1645, la pastoral La finta pazza, de Francesco Sacrati fue la primera ópera presentada en París y le siguió Orfeo (1647), de Luigi Rossi, una ópera escrita expresamente para tal ocasión. La gran impopularidad del cardenal entre la aristocracia y muchos sectores de la sociedad francesa, fue una de las causas de que el público les dispensará una tibia recepción, aunque también había consideraciones musicales en el rechazo: la corte francesa estaba muy acostumbrada a un tipo de espectáculo musical ya muy establecido, el conocido ballet de Cour o ballet cortesano, que incluía elementos cantados y danzados en un acontecimiento de gran esplendor y lujo.
En 1659, Mazarino llamó a París a Francesco Cavalli y le encargó una ópera, Ercole amante, que sería presentada en los festejos nupciales del joven rey —que él había concertado con el rey Felipe IV de España—, en un teatro expresamente construido para la ocasión en las Tullerías, a cargo del arquitecto, escenógrafo y especialista en maquinaria Gaspare Vigarani, un italiano en ese momento al servicio del duque de Mantua. La inauguración del teatro se retrasó y en la boda de Luis XIV y María Teresa de Austria, el 22 de noviembre de 1660, Cavalli presentó, en la galería superior del Louvre, una obra que no requería nada de maquinaria, Xerxe (estrenada ya en Italia en 1654), sustituyendo el antinatural castrato del original italiano por un barítono y dando entrada a algunos ballets compuestos por Lully que nada tenían que ver con la acción. En 1662, Cavalli, ya muerto Mazarino, pudo presentar por fin su obra, Ercole amante, expresamente pensada para la corte francesa y en la que hizo grandes concesiones al gusto francés: añadió un prólogo y un epílogo laudatorios para el monarca e introdujo varios ballets, con papeles que fueron bailados por el propio rey Luis (Plutón, Marte y el Sol). Pero ni aun así logró obtener el triunfo el principal compositor italiano de la época y los números de ballet, una vez más, tuvieron más éxito que la propia obra. La perspectiva de que la ópera en Francia floreciese parecía remota. Sin embargo, paradójicamente, sería otro compositor italiano, ya establecido en Francia y muy cercano al rey, el que sentaría las bases para la creación de una duradera tradición operística francesa.

### El nacimiento de la ópera francesa: Lully

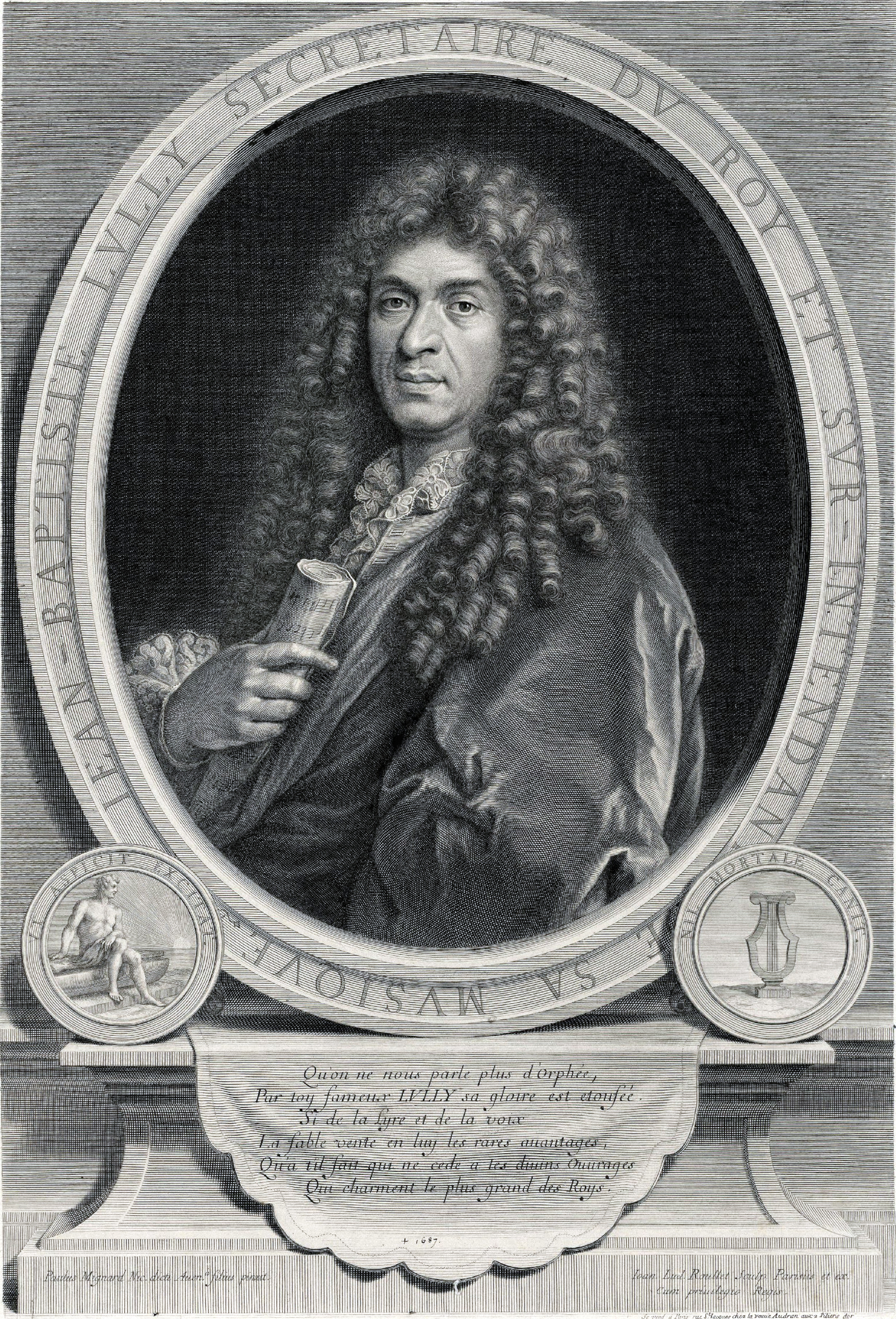
Jean-Baptiste Lully, el "padre de la ópera francesa".

Jean-Baptiste Lully (1632-1687), florentino, era el músico favorito de Luis XIV, que desde 1661, a la muerte de Mazarino, había asumido el pleno poder real y tenía la intención de remodelar la cultura francesa a su imagen y hacer de ella un símbolo político en el que los grandes espectáculos tendrían un lugar central. Cavalli regresó a Italia y los músicos italianos fueron apartados gradualmente. Lully, al igual que Luis XIV, era un excelente bailarín y se había ganado el favor real danzando y componiendo música para algunos ballets en los que ambos habían bailado juntos. Lully tenía un seguro instinto para saber exactamente lo que satisfaría el gusto de su soberano, y del público cortesano en general, y ya había compuesto bastante música para esos espectáculos extravagantes que tanto gustaban en la corte. En 1658 la compañía de teatro de Molière había regresado a París y con ella se inauguraba una era de esplendor de la escena teatral (1658-1669), con muchas representaciones —con y sin música— en los tres teatros parísinos: «Hôtel de Bourgogne», «Théâtre du Marais» y «Théatre du Palais Royal». Lully conoció a Molière y compuso para él la música de varias «comédies-ballet» —Les fâcheux (1661), Le Mariage forcé (1664), Georges Dandin (1668), Monsieur de Pourceaugnac (1669), Les Amants magnifiques (1670) y Le Bourgeois gentilhomme (1670)— obras que gozaron de gran éxito popular y a las que asistieron muchos personajes de la corte. 

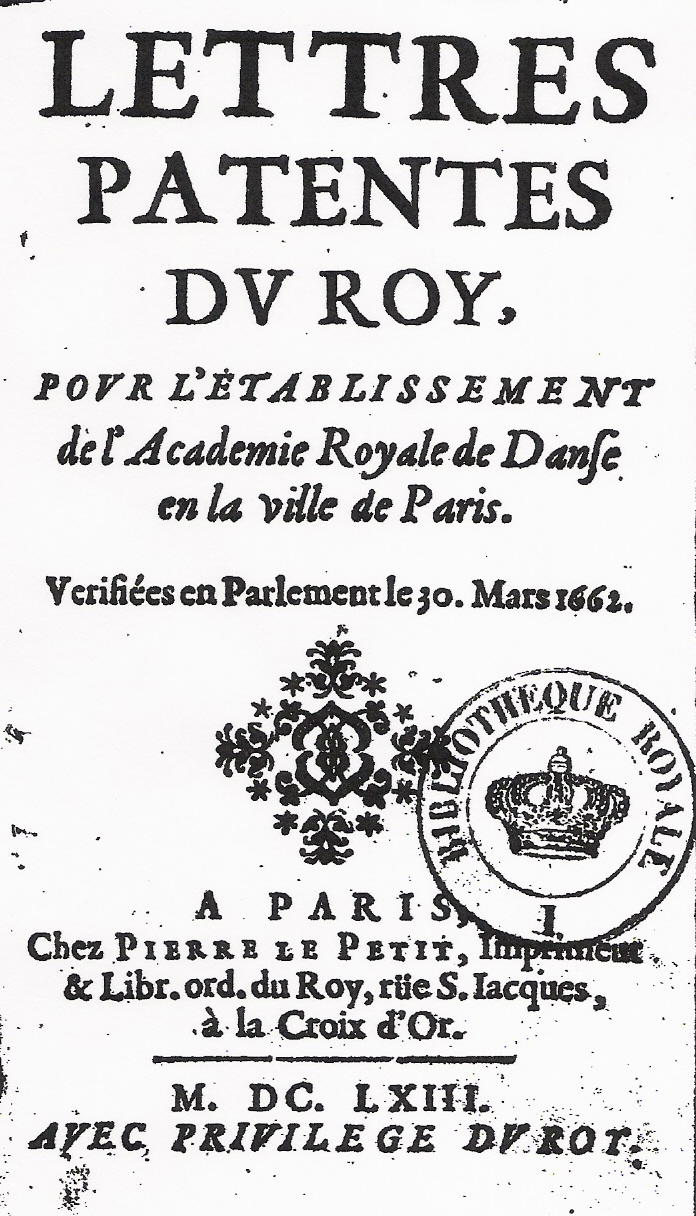
Carta patente de la Académie Royale de Danse.

El rey empezaba a tener dificultades físicas para bailar (en 1671 abandonó definitivamente la escena) y poco a poco, sus preferencias fueron cambiando hacía otro tipo de espectáculos, al punto de no subvencionar más ballets. A instancias de su ministro Jean-Baptiste Colbert, y a imagen de la Académie Royale de Danse (creada en 1661), el rey creó por decreto de 28 de junio de 1669 la Académie Royale de Musique, con la tarea de difundir la música de escena francesa al público, no solamente en París, sino también en todas las ciudades del reino. Los primeros beneficiarios de la licencia real, por un periodo de 12 años, fueron el poeta y libretista Pierre Perrin y el músico Robert Cambert. La obra escénica Pomone fue presentada el 19 de marzo de 1671 y por ello se considera a veces la primera ópera francesa, al igual que la «Salle de la Bouteille» del «Jeu de paume» de la rue Mazarine también se considera el primer teatro público francés de ópera. Encarcelado Perrin por las deudas contraídas, Lully intercedió por él ante el rey que le liberó a cambio de que cedería su privilegio a Lully en 1672. Al año siguiente, 1673, Lully logró ampliar la licencia real y también obtuvo el favor de poder negar la autorización de representaciones teatrales que incluyeran música con más de dos voces cantadas o seis violines. 

Lulli, ..., demanda al Rey el don del derecho de hacer solo las óperas y de obtener de ello todo el provecho con tanta fuerza y tanta inoportunidad, que el Rey, temeroso que de despecharle le abandonaría, dijó a M. Colbert que no podía pasar sin ese hombre en sus «divertissements», era necesario acordar lo que el quería, lo que hizo al día siguiente, con gran asombro de mucha gente, y mía particularmente que sçavois que M. Colbert tenía un sentimiento totalmente opuesto".
Testimonio que Charles Perrault recogió en sus Mémoires de ma vie.

Desde ese mismo año, y durante casi un siglo, la «Académie Royale de Musique» tendrá su sede en el Palais-Royal y, pese a los intentos de promover la ópera en provincias, la historia de la ópera francesa estará ligada a esta institución parisina, al punto de que, al poco tiempo, se tomó el hábito de referirse a la «Académie» simplemente como «l'Opéra».

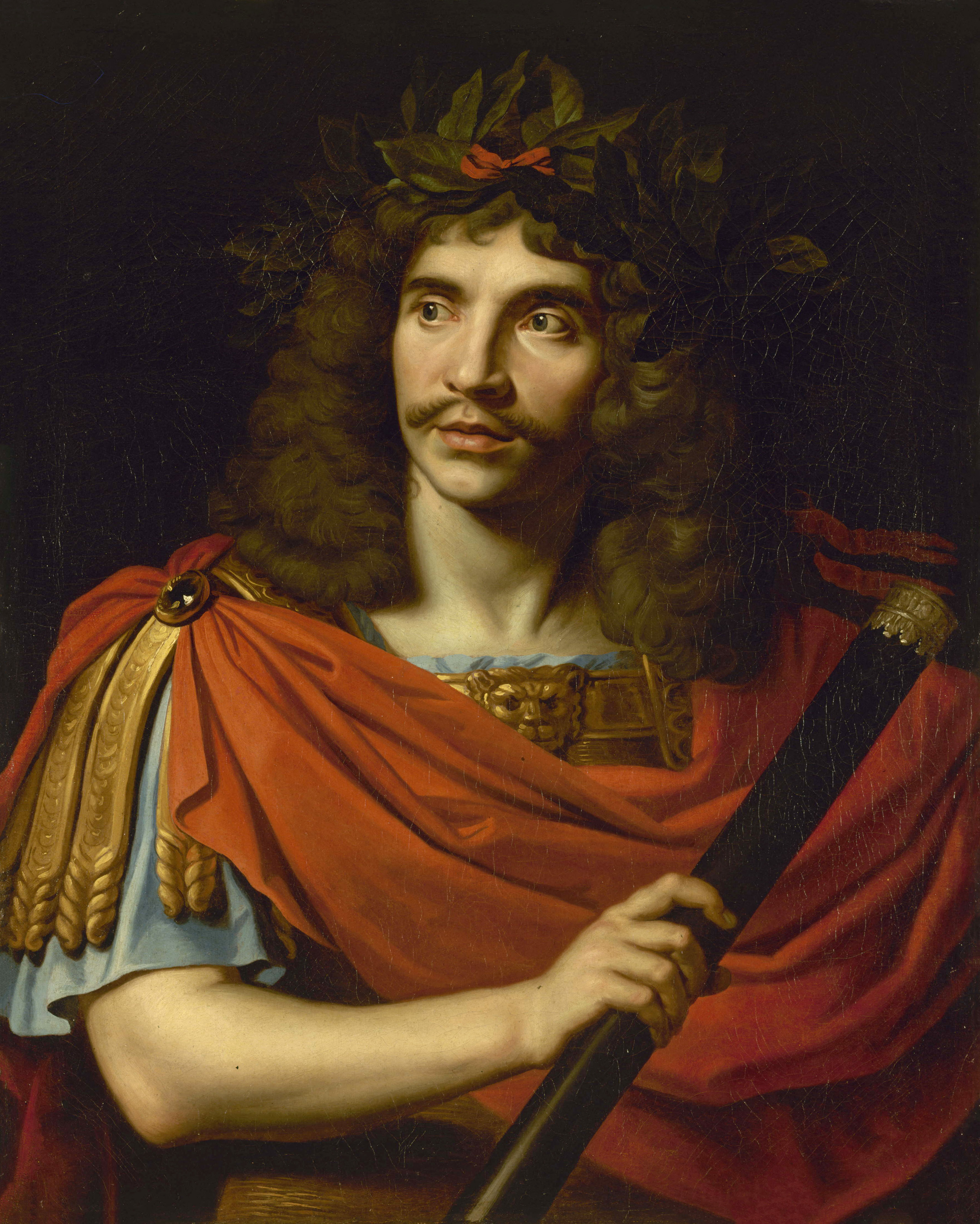
Molière, con quien colaboró Lully en cinco comédies-ballet entre 1661 y 1670.

Molière y Lully en su última colaboración habían peleado amargamente y el compositor encontró un nuevo y más flexible colaborador en Philippe Quinault, que escribirá todos los libretos de sus siguientes obras, ya plenamente óperas (salvo tres). El 27 de abril de 1673, en París, se presentó la primera ópera de Lully, Cadmus et Hermione, que es considerada a veces como la primera ópera francesa en toda la extensión del término. Se trata de un trabajo en un nuevo género, que sus creadores Lully y Quinault bautizaron como «tragédie en musique» (más adelante «tragédie lyrique»), una nueva forma de ópera especialmente adaptada al gusto francés. 
Lully va a producir «tragédies en musique» hasta su muerte en 1687, a razón de una por año, lo que constituiría la piedra angular de la tradición operística francesa durante casi un siglo. Como su nombre refleja, la tragedia musical estaba inspirada en la tragedia clásica francesa, definitivamente establecida por Corneille y Racine. Lully y Quinault remplazaron las confusas representaciones barrocas, tan queridas por los italianos, por una estructura en cinco actos claramente establecida en la que dioses y personajes mitológicos —Cadmus, Isis, Atys, Bellérophon, Teseo, Psyché— y héroes caballerescos —Roland, Amadis y Armide— serán los protagonistas. Cada uno de los cinco actos, en general, seguía un patrón regular: un aria —en la que uno de los protagonistas expresaba sus sentimientos interiores— era seguida por un recitativo que hacía progresar la acción —y en el que podían incluirse arias cortas («petites aires»)—. El acto final terminaba con un «divertissement», la característica más notable de la ópera barroca francesa, que permitía al compositor satisfacer el gusto del público y del rey por la danza, los grandes coros y los magníficos espectáculos visuales. El recitativo fue moldeado y adaptado a los ritmos singulares de la lengua francesa, lo que fue a menudo objeto de especial elogio por la crítica, como en el famoso ejemplo del Acto Segundo de Armide.
En las óperas principales los cinco actos estaban precedidas por un prólogo alegórico (una característica que Lully tomó prestada de los italianos), que generalmente se utilizaba para cantar las alabanzas de Luis XIV. De hecho, toda la ópera estaba a menudo teñida por una ligera adulación del monarca francés, que era representado por nobles héroes extraídos de los mitos clásicos o de los romances medievales. La «tragédie en musique» se consolidó como una forma en que todas las artes, no sólo la música, desempeñaban un papel crucial: los versos de Quinault combinaban con el diseño de la escena de Carlo Vigarani o Jean Bérain y las coreografías de Pierre Beauchamp y Olivet, así como con elaborados efectos de escena, que serán conocidos como «machinerie» (maquinaria). Melchior Grimm, un hombre de letras alemán que años más tarde será uno de los grandes detractores del género, se vio obligado a admitir que «para juzgar esto, no es suficiente verlo en el papel y leer la partitura; uno debería haber visto el grabado de la escena».

### Los sucesores de Lully

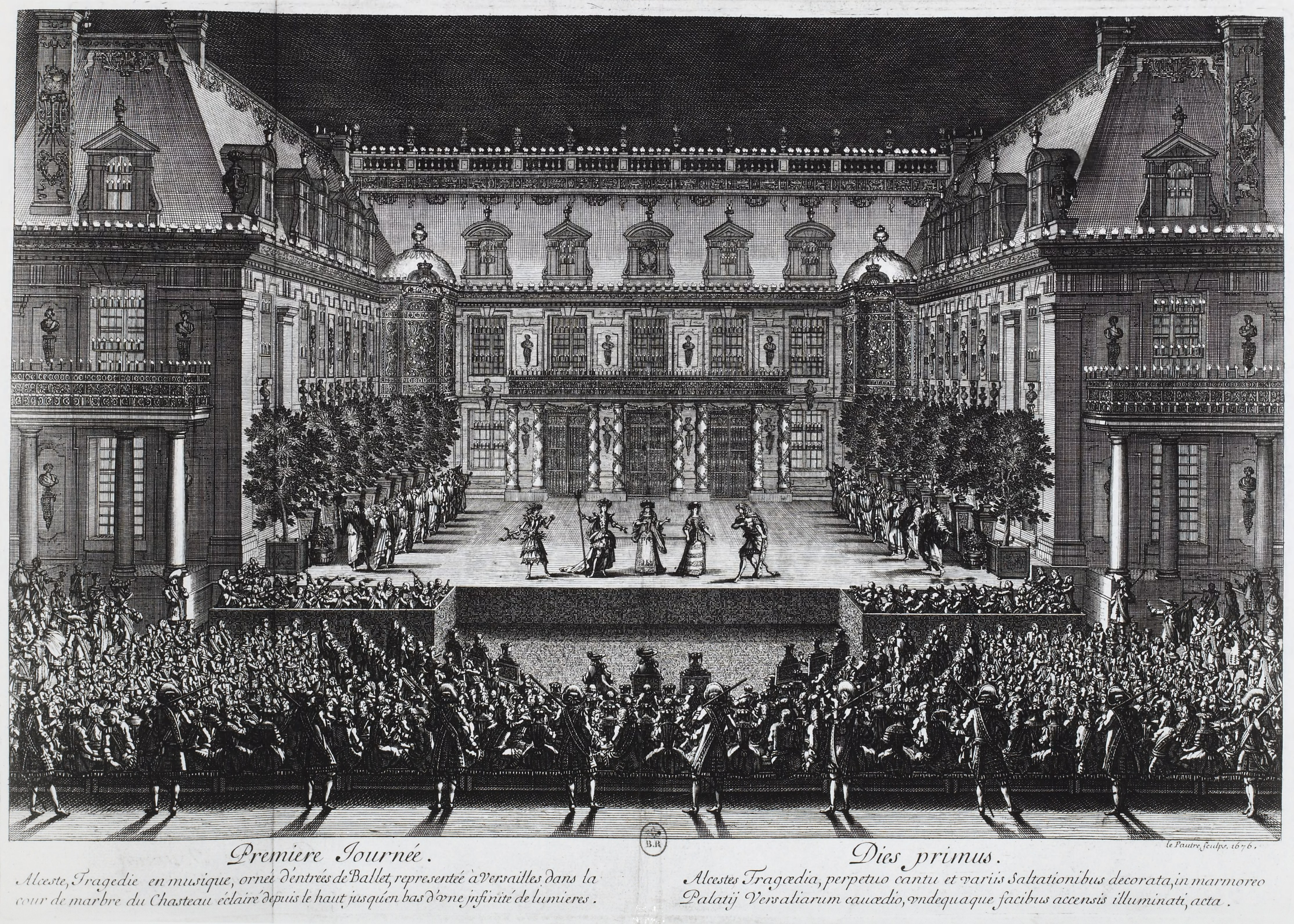
Representación de Alceste (Versalles 4 de julio de 1674).
Grabado de Jean Lepautre (1676).

La ópera francesa quedó establecida en ese momento como un género. Aunque influenciadas por los modelos italianos, las «tragédies en musique» cada vez se desviaban más de la forma dominante entonces en Italia, la «opera seria»: al público francés no le gustaban los castrati, cantantes muy populares en el resto de Europa, y preferían que los héroes masculinos fueran cantados por el «haute-contre», una particular voz aguda de tenor; el recitativo dramático, que era el centro de la ópera lullyana, en Italia había reducido su papel hasta ser casi marginal, en una forma conocida como «recitativo secco» en que la voz se acompañaba solo por el continuo; por último, los coros y las danzas, que eran una de las características importantes de las obras francesas, no desempeñaban tampoco papel alguno en la «opera seria». Argumentos sobre los méritos respectivos de la música francesa e italiana dominarán las críticas de todo el siglo siguiente hasta la llegada de Gluck a París, en que se fundirán ambas tradiciones en una nueva síntesis.
Respetar las unidades aristotélicas de acción, tiempo y lugar (siguiendo a Nicolás Boileau y otros críticos), preservar la «liaisons de scènes» (continudidad de las escenas), el gusto por delegar en la aparición de mensajeros los relatos sobre sucesos trágicos, y el hacer uso del coro tanto como comentarista de la acción principal como participante y parte del decorado, son otros de los rasgos principales de la ópera francesa. La verosimilitud era otra condición muy querida de las obras francesas, que se conseguía mediante la dependencia de la acción del recitativo, ordinario y breve, y con la escritura de arias silábicas para los diálogos, lo que permitía una expresión natural y una buena declamación del texto. A veces se reservaban importante arias, con acompañamiento orquestal, para expresar sentimientos interiores mediante soliloquios. El contraste musical y la opulencia la prestaban los movimientos instrumentales, los varios tipos de escenas convencionales, los ballets y, por supuesto, los «divertissements», todo además potenciado por la reconocida destreza orquestadora de Lully y las maravillas visuales que proporcionaba el escenógrafo Carlo Vigarani.
Una larga temporada (49 semanas), frecuentes representaciones (al menos tres a la semana), constantes obras nuevas y repeticiones de las antiguas durante un período de más de 15 años aseguraron la continuidad de la «tragédie in musique» mucho más allá de la muerte de Lully en 1687. La publicación de sus obras, a partir de 1679, estableció un repertorio nacional y una tradición permanente. Sus sucesores —Pascal Collasse, Henry Desmarets, André Campra, André-Cardinal Destouches y Marin Marais— propiciarán la consolidación de sus obras para atraer público a la ópera.

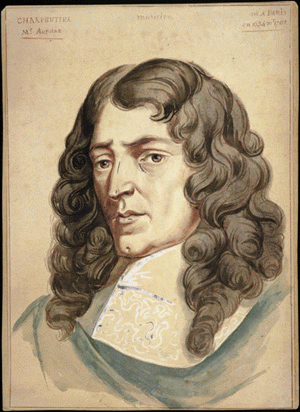
Marc-Antoine Charpentier.

Lully no se había garantizado la supremacía como principal compositor francés de ópera solo mediante su talento musical. De hecho, hizo uso de su amistad con el rey Luis XIV para lograr un monopolio virtual en las representaciones públicas de música escénica, reservándose para sí las grandes óperas ya que la autorización de la «Académie» impedía representar obras sin su consentimiento. Así como el resto de las «Académies» —Académie Française y academias de pintura y arquitectura— supusieron el florecimiento de centros de debate y creación para sus respectivas artes, la «Académie Royale de Musique» y la «Académie Royale de Danse» solo sirvieron para garantizar la representación de las obras escénicas de Lully y sólo tras su muerte en 1687 otros compositores de ópera pudieron salir de su sombra. El más notable, probablemente, sea Marc-Antoine Charpentier (1643-1704), que curiosamente también había sustituido a Lully como colaborador de Molière tras su enfrentamiento. Charpentier había logrado estrenar pequeñas óperas —Les Amours d'Acis et de Galatée (1678), Les Arts florissants (1685), La Descente d'Orphée aux Enfers (1687), David et Jonathas (1688), Le Jugement de Pâris (1690) y Philomèle (1694)— antes de estrenar, en 1693 y en la «Académie Royale de Musique», una verdadera «tragédie en musique»: Médée. Contó como libretista con Thomas Corneille, el hermano menor del gran Corneille, y ambos dieron lo mejor de sí en esta obra, considerada su obra maestra y que tuvo una acogida muy buena —pese a ser muy cuestionada por los lullystas, consternados por la inclusión de nuevo de elementos italianos, en particular las ricas y disonantes armonías que el compositor habría aprendido en Roma de su maestro Giacomo Carissimi— y que con el tiempo ha llegado a ser considerada como «posiblemente la mejor ópera francesa del siglo XVII».
Otros compositores que también compusieron «tragédies en musique» en los años que siguieron a la muerte de Lully, fueron Marin Marais (1656-1728) —Alcide (1693), Ariane et Bacchus (1696), Alcyone (1706) y Sémélé (1709)—, André Cardinal Destouches (1672-1749) —Amadis de Grèce (1699), Omphale (1701), Callirhoé (1712) y Télémaque (1714)— y André Campra —Hésione (1700), Tancrède (1702), Alcine (1705) e Idomenée (1712).

### Campra y la «opéra-ballet»

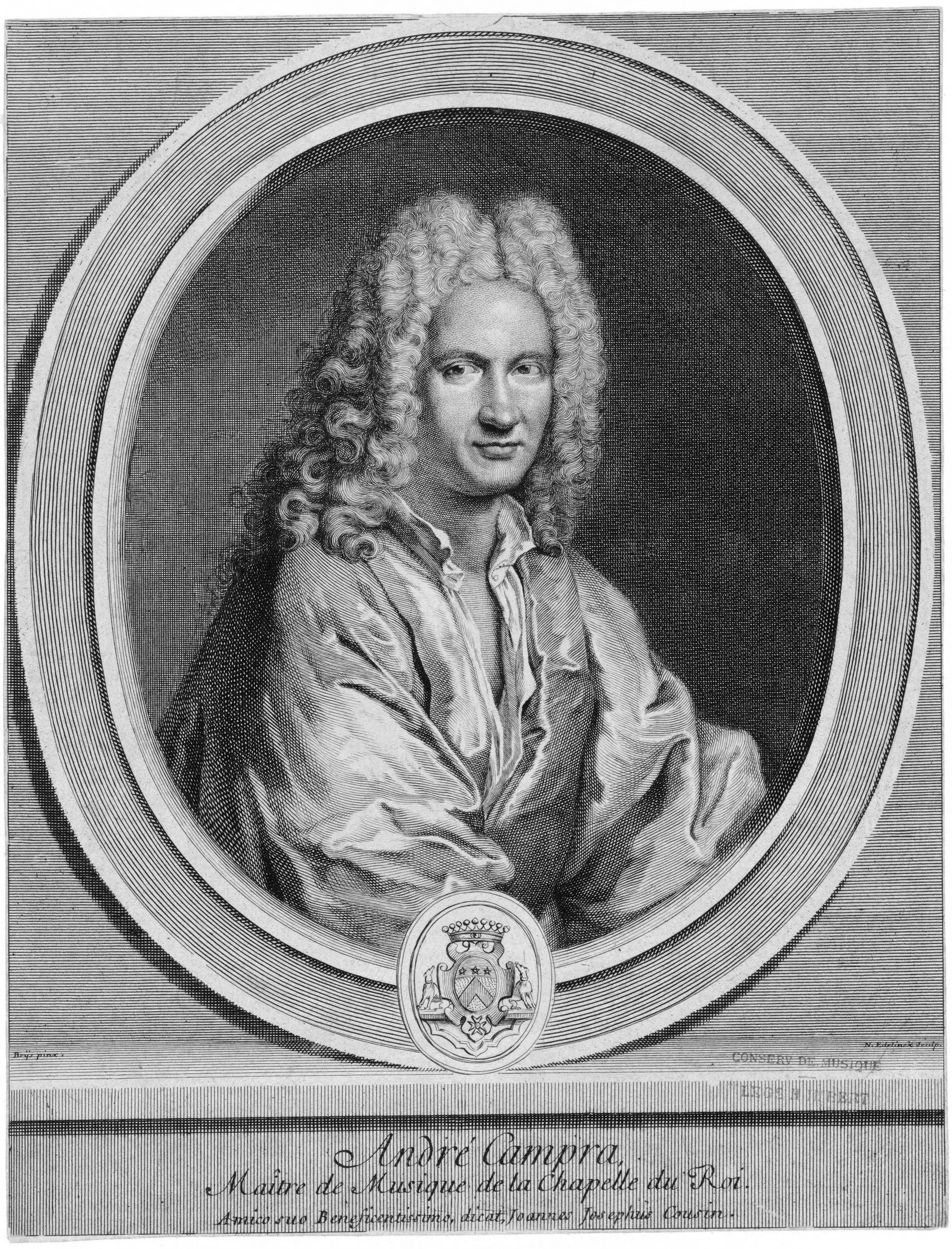
Campra, entre Lully y Rameau, fue el creador de la «opéra-ballet».

André Campra también fue el inventor de un nuevo género operístico, de tono más ligero, el de la opéra-ballet, que como su nombre ya avanza, tiene más música de danza que la «tragédie en musique». Los argumentos, en general, eran mucho menos elevados y las tramas no derivaban necesariamente de la mitología clásica, e incluso, se permitían algunos elementos cómicos, elementos que Lully había excluido de la «tragédie en musique» después de Thésée (1675). Además de Campra, algunos seguidores como Jean-Joseph Mouret (1682-1738) y Montéclair (1667–1737) también practicaron este nuevo género.
La «opéra-ballet» consistía en un prólogo seguido de una serie libre de actos —también conocidos como «entrées» (entradas)— a menudo vagamente agrupados alrededor de un tema único. Los actos individuales también podían ser representados de forma independiente, en cuyo caso se conocían como «acte de ballet». El primer trabajo de Campra en esta nueva forma, L'Europe galante (1697), fue un verdadero éxito y es un buen ejemplo del género: cada uno de los cuatro actos se ambienta en un país europeo diferente (Francia, España, Italia y Turquía) y los papeles protagonistas los desempeñan personas de la burguesía. Este temprano éxito le garantizó el seguir estrenando nuevas obras en la «Académie» (hasta 17), siendo las más destacadas, Vènus, Feste galante (1698), Le carnaval de Venise (1699), Les muses (1703), Iphigènie en Tauride (1704), Les sauvages (1729) y Achille et Deidamie (1735).
La principal contribución de la «opéra-ballet» fue la introducción en la escena de personajes de carne y hueso, con caracteres reconocibles de la época: nobles campesinos, alcaldes, elegantes señoras y sus amorosos confidentes sustituyeron a las figuras mitológicas y alegóricas de los primeros ballets y «tragédies en músique». Campra situó Les fêtes vénitiennes (1710) en el Palacio Grimani de Venecia y Les âges rivaux, en Hamburgo; Mouret eligió Marsella para Les fêtes ou Le triomphe de Thalie (1714). Esta última obra es además la primera ópera en la que las intérpretes femeninas son mujeres «habillées a la françoise» («vestidas a la francesa», como indica el libreto), y en la «entrée» La Provençale, añadida en 1722, Mouret también presentó trajes locales, instrumentos musicales locales y melodías populares meridionales cantadas en el dialecto provenzal.
La «opéra-ballet» siguió siendo una forma tremendamente popular durante el resto del período barroco. Otro género popular en esa época fue la «pastorale héroïque», de la que el primer ejemplo fue la última ópera terminada de Lully, Acis et Galatée (1686). La «pastorale héroïque», por lo general, se basaba en temas clásicos asociados con la poesía pastoral y se representaba en tres actos, en lugar de los cinco de la «tragédie en musique». Además en esa época otros compositores experimentaban nuevas formas y escribieron las primeras «opéras-comiques» francesas, siendo un buen ejemplo otra obra de Mouret, Les amours de Ragonde (1714), que con sus personajes populares Colin y Colette y sus diálogos, era una parodia de las grandes obras de Lully.

### La renovación del género: Rameau

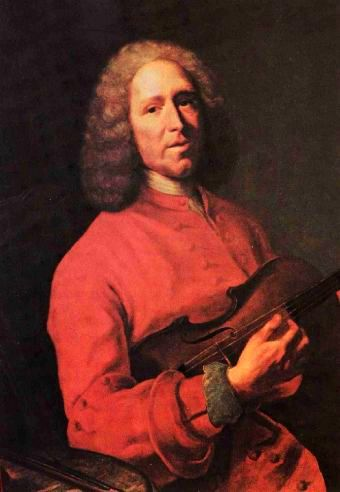
Jean-Philippe Rameau, el gran protagonista de la ópera francesa del.

Jean-Philippe Rameau (1683-1764) es el más importante compositor de ópera aparecido en Francia después de Lully. Fue también una figura muy controvertida y sus óperas fueron objeto de ataques tanto de los defensores de la tradición lullysta francesa como de los partidarios de la música italiana. Rameau tenía casi cincuenta años cuando compuso su primera ópera, Hippolyte et Aricie (1733). Hasta ese momento, su reputación había descansado principalmente en sus obras sobre la teoría de la música. Hippolyte provocó un inmediato revuelo. Algunos asistentes al estreno, como el propio Campra, se mostraron «sacudidos por su increíble riqueza inventiva». Otros, dirigidos por los partidarios de Lully, encontraron desconcertante el empleo de armonías inusuales y disonancias y reaccionaron con horror. Esa disputa, que dio lugar a lo que se conoce como Querella de lullystas y ramistas continuó causando estragos el resto de la década. Rameau hizo poco por crear nuevos géneros, aunque, en vez de ello, aceptó las formas existentes renovándolas con el uso de un lenguaje musical de gran originalidad. Fue un prolífico compositor, escribiendo cinco «tragédies en musique», seis «opéras-ballet», numerosas «pastorales héroiques» y «actes de ballet», así como dos «opéras-comiques», y, a menudo, la revisión de sus propias obras varias veces hizo que tuvieran poco que ver con las versiones originales.
En 1745, Rameau había ganado aceptación como compositor oficial de la corte, pero una nueva controversia estalló en la década de 1750. Esta fue la llamada Querelle des Bouffons, en la que los partidarios de la ópera italiana, como el filósofo y músico Jean-Jacques Rousseau, acusaron a Rameau de estar pasado de moda, de ser una figura establecida. Los «antinacionalistas» (como se les conocía a veces) rechazaron el estilo de Rameau, que, a su juicio era demasiado precioso y demasiado distanciado de la expresión emocional, en favor de lo que vieron como la simplicidad y la "naturalidad" de la «opera buffa» italiana, de la que la mejor expresión era la ópera de Pergolesi, La serva padrona (1733). Sus argumentos ejercerán una gran influencia sobre la ópera francesa en la segunda mitad del siglo XVIII, especialmente en el género emergente conocido como «opéra-comique».

## La época clasicista

### El desarrollo de la «opéra-comique»

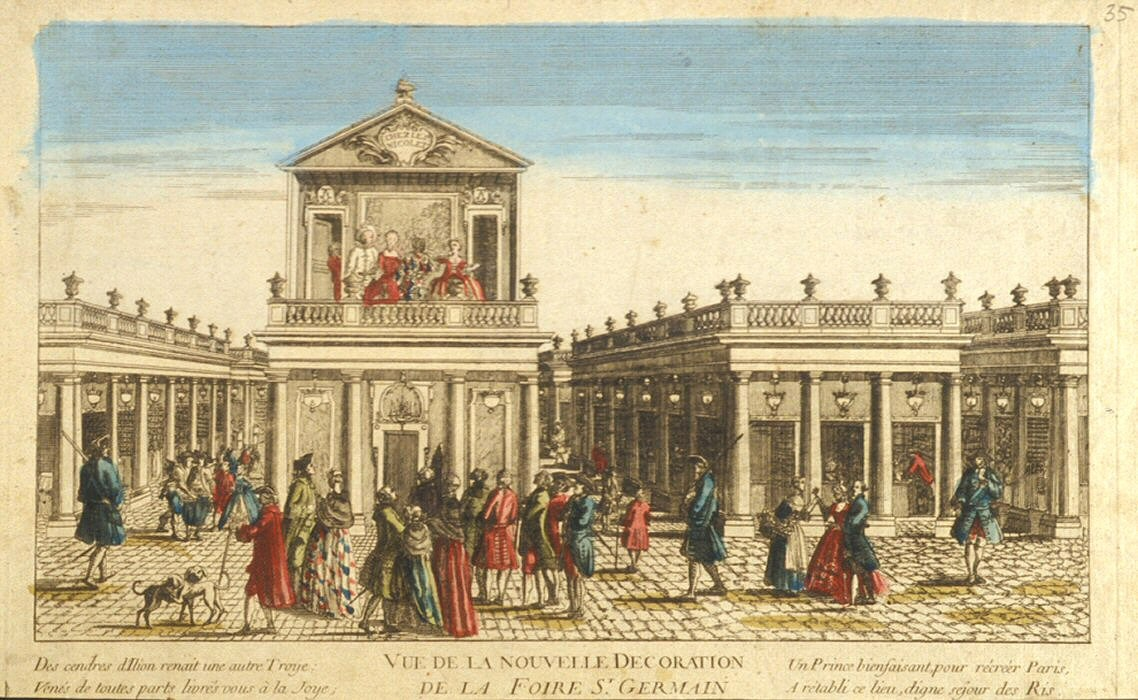
Feria de Saint-Germain
(febrero a Domingo de Ramos)

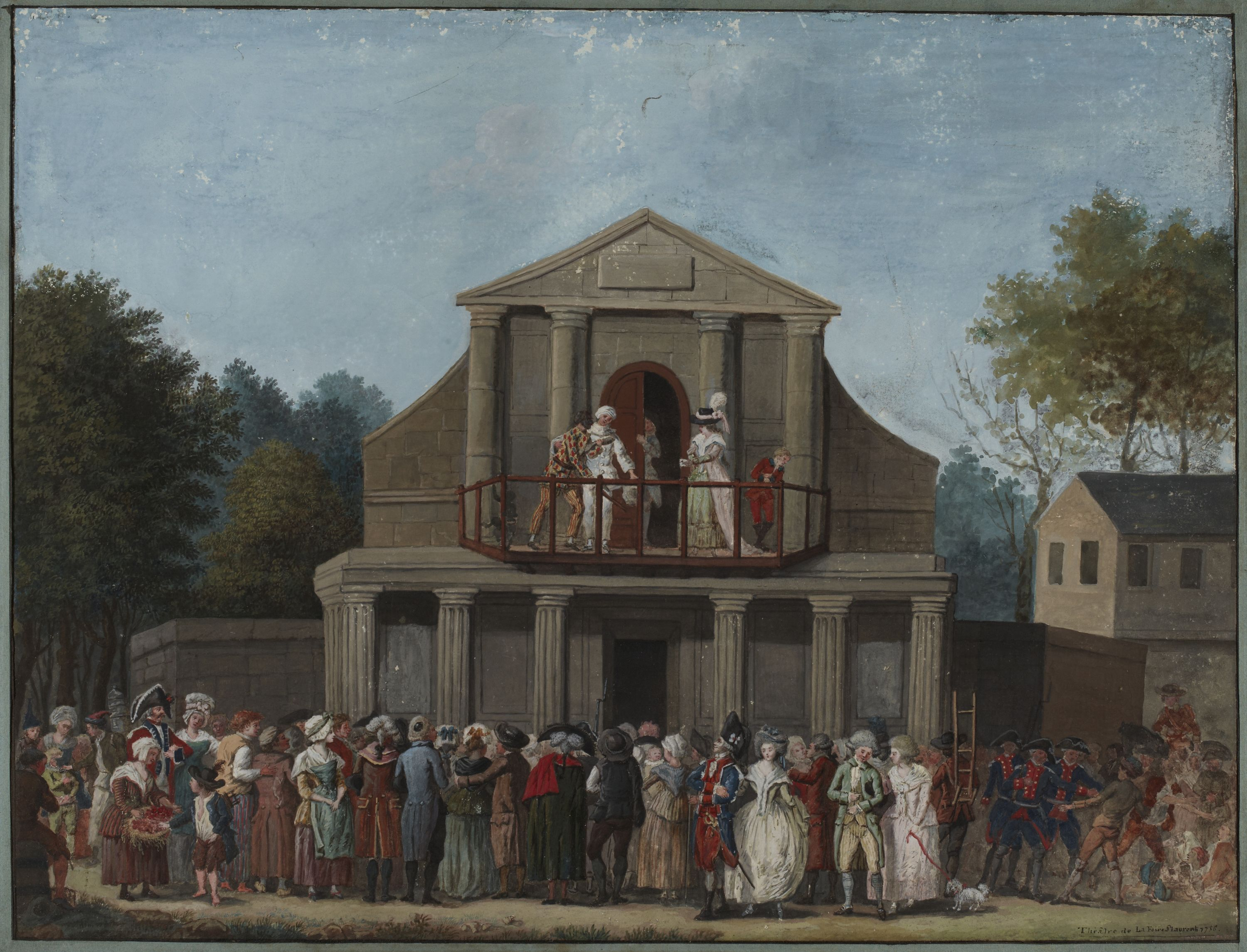
Feria de Saint-Laurent
(finales de julio a la Ascensión)

El género de la «opéra-comique» nació a principios del siglo XVIII, pero no fue en los prestigiosos teatros de ópera o en los salones aristocráticos, sino en los pequeños teatros al aire que se montaban con ocasión de las ferias anuales que se celebraban en las afueras de París (Foire de Saint-Germain y Foire de Saint-Laurent). En ellos comenzaron a interpretarse unos números musicales, llamados vaudevilles, que básicamente eran canciones populares a las que se les modificaba la letra con intención festiva. Para obviar el permiso de cantar en escena, frecuentemente recurrían al subterfugio de incluir a los cantantes entre el público, interrumpiendo a los actores —que sobre la escena se limitaban a actuar— cuando la obra lo requería.
El 26 de diciembre de 1714 ambos teatros de ferias vieron el nacimiento de un nuevo teatro, el Théâtre de l'Opéra-Comique, que intentaba competir con ellos en programar pantomimas y parodias de óperas, atrayendo a las compañías «foraines» (de las ferias). A pesar de la feroz oposición de los teatros rivales y de unos inicios muy duros —las temporadas 1719-1720 y 1722-1723 no pudo abrir y desde 1745 a 1751 fue cerrado por las autoridades por las presiones de los teatros rivales— la empresa floreció. Gradualmente importantes compositores fueron persuadidos para escribir música original para las nuevas obras que quería presentar ese teatro, en un estilo que se convirtió en el equivalente francés del alemán singspiel, debido a que contenía una mezcla de arias y diálogo hablado. En 1762, el Théâtre de l'Opéra-Comique, se fusionó con la Comédie-Italienne, bajo el nombre de Comédie-Italienne o Théâtre-Italien, pero en 1780 recobró oficialmente el nombre de Théâtre de l'Opéra-Comique. 

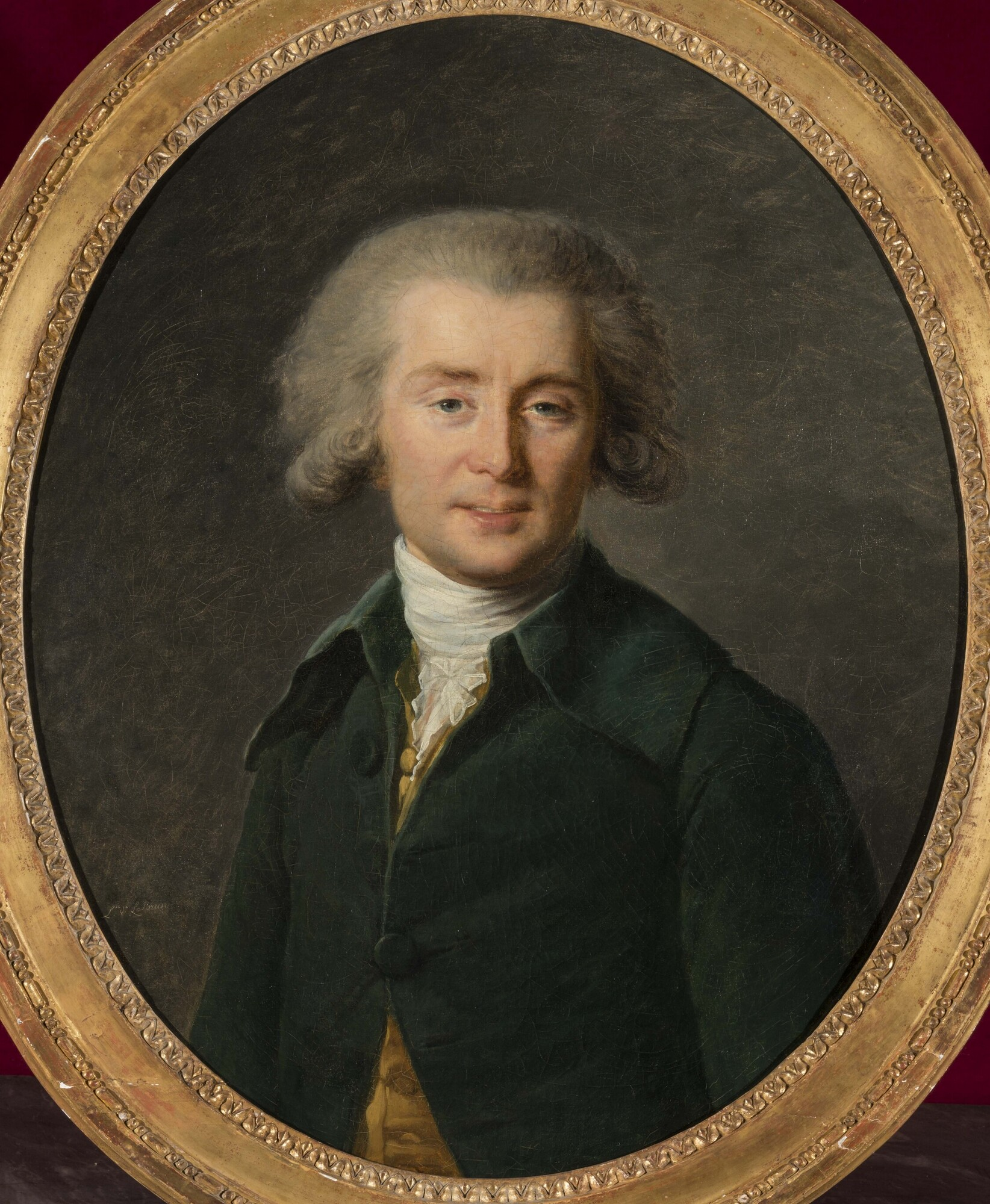
Grétry, protagonista de la escena parísina a fines del XVIII.

La «Querelle des Bouffons» (1752-1754), ya mencionada anteriormente, fue un importante punto de inflexión para la «opéra-comique». En 1752, el principal defensor de la música italiana, Jean Jacques Rousseau, produjo una breve ópera, Le Devin du village —la primera obra en que el autor del libreto y el compositor de la música eran la misma persona— en un intento de introducir sus ideales musicales de simplicidad y naturalidad. Aunque la pieza de Rousseau no tenía diálogo hablado, proporcionó un modelo ideal, un término medio entre la música italiana y la música francesa. La melodía era simple, natural y fácil, y la armonía casaba perfectamente con ella: el acuerdo era perfecto entre palabras y música. La obra tuvo un éxito prodigioso
y fue un ejemplo a seguir para algunos compositores de «opéra-comique», como el italiano Egidio Duni (1709-1775) —cuya Le Peintre amoureux de son modèle apareció en 1757— o los franceses François-André Danican Philidor (1726-1796) —con Tom Jones (1765)— y Pierre-Alexandre Monsigny (1729-1817) —con Le déserteur (1769)—. Todas estas obras apuestan ya decididamente personajes burgueses en lugar de héroes clásicos. 
Pero el más importante y popular compositor de «opéra-comique» de finales del siglo XVIII fue André Ernest Modeste Grétry (1741-1813). Grétry, nacido en Lieja, se formó musicalmente en Roma, donde permaneció siete años, y llegó a París en 1767. Al año siguiente obtuvo el primero de muchos éxitos con la ópera Le Huron. Grétry supo mezclar exitosamente la melodiosidad italiana con un cuidadoso ajuste a la lengua francesa. Fue un compositor versátil, que compuso más de cincuenta óperas (casi todas estrenadas) y amplió los temas habituales de la «opéra-comique», para cubrir una amplia variedad como el cuento de hadas oriental Zémire y Azor (1772), la música satírica de Le jugement de Midas (1778) o la farsa doméstica de L'amant jaloux (1778). Su trabajo más famoso fue la «ópera de rescate» histórica, Richard Coeur-de-lion (1784), que alcanzó gran popularidad internacional, llegando a Londres en 1786 —traducida y producida por John Burgoyne— y en 1797 también a Boston.
La obra Richard Coeur-de-lion está relacionada, de manera indirecta, con un gran hecho histórico. La celebrada romanza de la ópera «O Richard, O mon Roi, l'univers t'abandonne», se cantó en el banquete dado por la guardia a los oficiales de la guarnición de Versalles el 3 de octubre de 1789. La Marseillaise se convirtió, no mucho después, en la respuesta popular a esta expresión de lealtad tomada de la ópera de Grétry. 

### Gluck en París

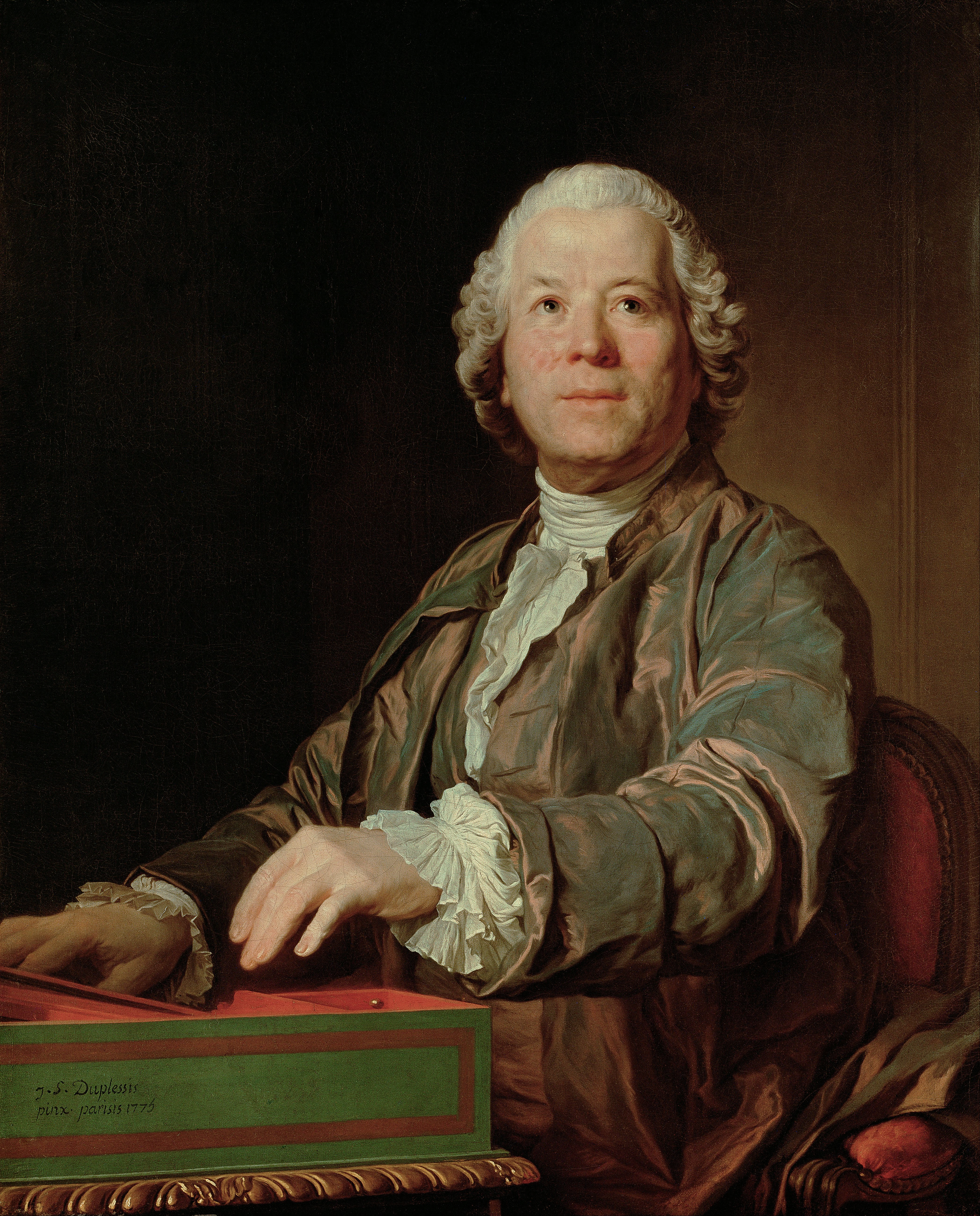
Gluck, detalle de un retrato de Joseph Duplessis (1775) (Kunsthistorisches Museum, Vienna).

Si bien la «opéra-comique» floreció a partir de la década de 1760, la «opera seria» francesa cayó en un estado de abatimiento. Rameau falleció en 1764 —dejando su última gran «tragédie en musique», Les Boréades sin representar— y ningún compositor francés parecía capaz de asumir su legado. La respuesta vino de una de las figuras más destacadas del extranjero. Christoph Willibald Gluck (1714-1787) era un compositor alemán que después de una exitosa carrera de estrenos —Milán, Venecia, Turín, Londres o Praga— se había afincado en 1754 en Viena. Tras estrenar allí más de diez nuevas obras, a partir de Orfeo ed Euridice (1762) —y luego en Alceste (1767) y Paride ed Elena (1770), las tres con libreto en italiano— abandonó el formato de la antigua «opera seria» por una nueva forma mucho más directa y dramática, lo que supuso una verdadera reforma de la ópera italiana. 
La reforma de Gluck consistió en dar más importancia a la acción dramática que al canto, subordinando la música a la poesía con el fin de reforzar la expresión de los sentimientos y despojarla de adornos superfluos. La palabra debe ser realzada por el canto y no una simple excusa para cantar, como a menudo sucedía en la época barroca, en especial en Italia donde todo se supeditaba al lucimiento de las voces. Desaparecen las «arias da capo», los ritornellos y los adornos y lucimientos vocales: no más trinos, cadencias o coloraturas. Todo ello conduce a una nueva estructura operística en la que lo más importante es suprimir la diferencia entre recitativo y aria: desaparecen el canto recitativo seco y las voces están siempre acompañadas por la orquesta. Todo el discurso gluckiano es un gran recitativo en el que la melodía solo hace su aparición en los momentos imprescindibles. El coro recupera su papel de personaje principal, uno más, papel que ya tenía en las tragedias griegas.
La nueva importancia del drama hizo que todo se supeditase a él: los decorados y el vestuario se vuelven más austeros y sencillos, y el lujo solo aparecía si lo requería la acción dramática; las oberturas, ya no serán piezas sinfónicas que pueden acompañar una u otra ópera; y los números de ballets, tan queridos de los franceses, debían de tener también un papel dramático y no ser simples divertimentos añadidos —Gluck seguía así los nuevos aires introducidos por su nuevo colaborador, el coreógrafo y bailarín francés Noverre (1727-1810), que en su Lettres sur la danse y les ballets (1761) ya abogaba por una danza natural y expresiva, más que técnica y virtuosa. 

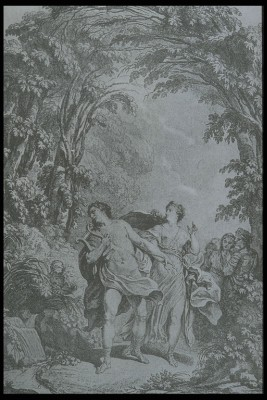
Orfeo y Eurídice
Ilustración de la primera edición de la partitura original de Viena (publicada en París, 1764)

Gluck había sido profesor de clave y canto en Viena de Marie Antoinette, casada en 1770 con el futuro rey francés Luis XVI (que inició su reinado en 1774). Bajo el patrocinio de su antigua alumna de música, y en ese momento ya reina, firmó un contrato para presentar seis obras en París, con la gestión del teatro de la Opéra. Gluck admiraba la ópera francesa y logró asimilar tanto las enseñanzas de Rameau como de Rousseau. Comenzó con Iphigénie en Aulide y su estreno, el 19 de abril de 1774, provocó una enorme controversia, casi una guerra, como no se había visto en la ciudad desde la «Querelle des Bouffons». Los oponentes de Gluck llevaron a París al principal compositor italiano, Niccolò Piccinni, para demostrar la superioridad de la ópera italiana y «toda la ciudad» se vio involucrada en la disputa entre «gluckistas» y «piccinnistas».
La versión francesa de Orfeo ed Euridice —demostrando en contra de sus principios, que la música puede servir a diferentes palabras— fue estrenada el 2 de agosto de 1774, con el papel titular transpuesto para contralto (castrato en la versión original), de acuerdo con la preferencia de los franceses por las voces agudas que había dominado desde los días de Lully. Esta vez el trabajo fue mejor recibido por el público parisino y Gluck pasó a continuación a escribir una versión revisada en francés de Alceste, obra que fue estrenada el 23 de abril de 1776, de nuevo con un importante éxito.
Gluck y Piccinni se mantuvieron al margen de la polémica que tanto excitaba a sus seguidores, y solo hubo algún roce cuando ambos eligieron un mismo libreto de Quinault, Roland, para su siguiente obra. Gluck abandonó la tarea y retomó entonces otro libreto de Quinault, Armide, sobre el que el compuso una soberbia partitura. La primera de las tres obras escritas en francés y de forma exclusiva para París fue, pese a algunas dudas iniciales del público, finalmente un gran triunfo (1777). El Roland de Piccinni, estrenado el 27 de enero de 1778, tuvo también un gran éxito. Finalmente, ambos compositores se enfrentaron en el mismo terreno: compusieron cada uno una partitura sobre el tema de Iphigénie en Tauride, esta vez con libretos diferentes. La obra de Gluck se estrenó primero, el 18 de mayo de 1779 y le reportó un enorme éxito, el mayor de toda la carrera del compositor y los gluckistas vieron en ella la victoria decisiva en la disputa.
La última de sus obras parisinas, Echo et Narcisse, se estrenó el 24 de septiembre de 1779 y fue un sonoro fracaso. Gluck con 65 años cumplidos sufrió un duro revés, dejó París y prácticamente abandonó la composición, escribiendo solo pequeñas piezas durante los nueve años que aún vivió. La Iphigénie en Tauride de Piccinni fue estrenada el 23 de enero de 1781, dos años después de su composición, y no tuvo éxito. La querella, que pareció siempre haber tenido ventaja para Gluck, se extinguió finalmente sin un verdadero vencedor.
Pero Gluck dejó tras de sí una inmensa influencia que se dejó sentir durante casi cuarenta años en la ópera francesa y también en las obras de algunos compositores extranjeros, como en Salieri (Les Danaïdes, 1784), Sacchini (Oedipe a Colone, 1786) Cherubini, Méhul y Spontini.

## La época romántica

### De la Revolución a Rossini
La Revolución francesa de 1789 marca un antes y después de la vida cultural francesa. Casi todas las instituciones reales fueron abolidas y, por decreto de la Asamblea constituyente, en 1791 desaparecieron los privilegios y exclusivas. Se liberalizó la apertura de teatros y proliferaron nuevas salas donde se programaba ópera o representaciones teatrales que ya incluían canto, como el Teatro del Vaudeville (que dio su primera función el 12 de enero de 1792). Pero en la década de 1790, de nuevo la regulación administrativa simplificó la cuestión reduciendo el número de teatros de ópera en París a tres: el Théâtre de l'Opéra, donde se programaban óperas serias con recitativos sin diálogo; el Théâtre national de l’Opéra-Comique, donde se representaban obras con diálogo hablado en francés; y el Théâtre-Italien, que se reservaba la importación de óperas italianas. Los tres desempeñarían un papel de liderazgo durante el próximo medio siglo más o menos. Lo que quedaba de la vieja tradición operística de Lully y Rameau fue finalmente barrido, para ser sólo redescubierto en el siglo XX. En ese momento tomó el relevo una nueva generación de compositores, encabezados por Méhul y el italiano Luigi Cherubini, que aplican los principios de la escuela gluckiana a la «opéra-comique», dando al género una nueva seriedad dramática y una mayor sofisticación musical. Lo que le permitió sobrevivir fue que las obras pronto comenzaron a reflejar los turbulentos acontecimientos políticos del momento. Compositores establecidos como Grétry y Nicolas Dalayrac (1753-1809), se vieron obligados a escribir piezas de propaganda patriótica para el nuevo régimen. Un ejemplo típico de esa actitud es Le triomphe de la République (1793), una obra de François-Joseph Gossec (1734-1829) que celebraba la decisiva victoria francesa en la batalla de Valmy del año anterior.

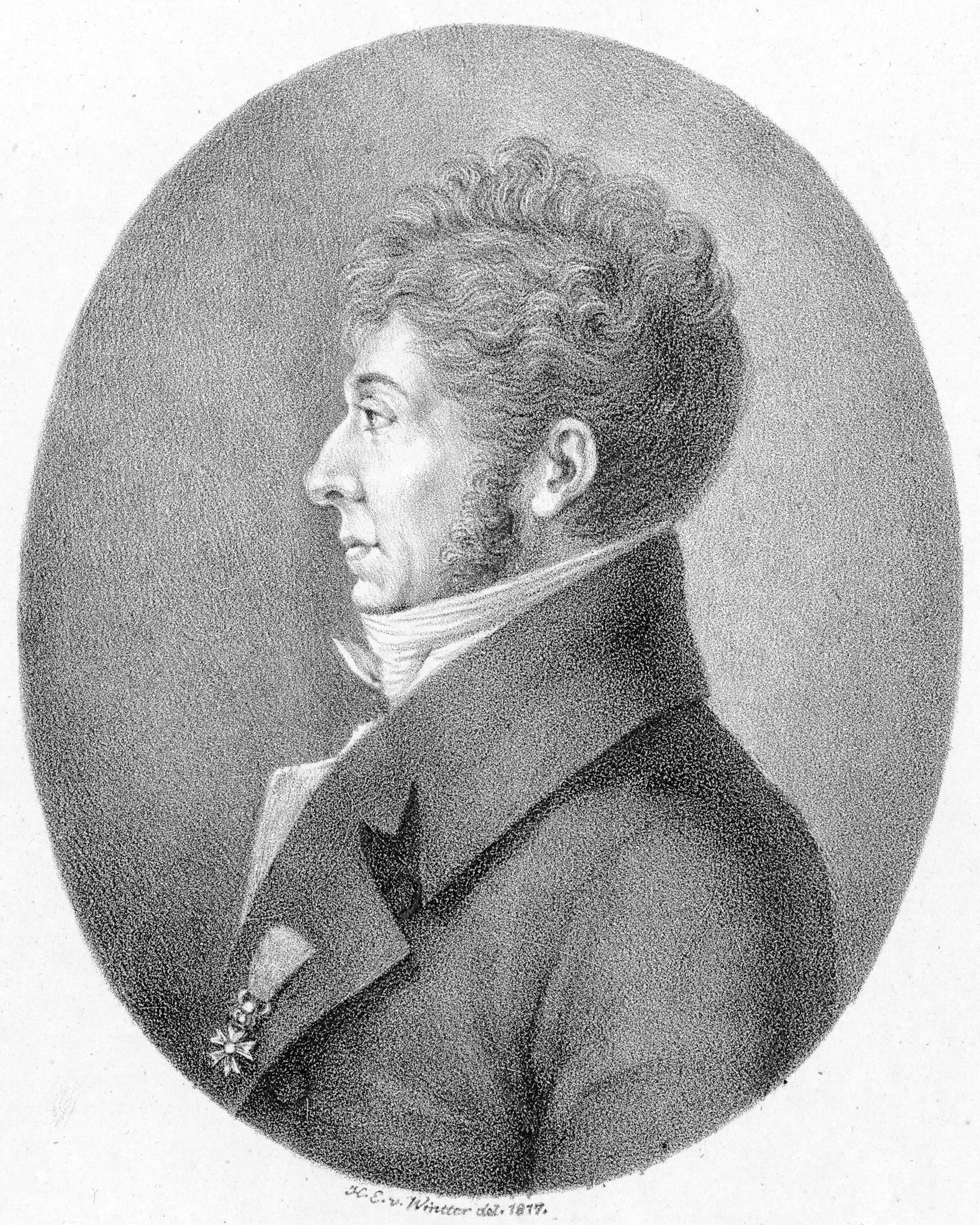
Etienne Méhul
(litografía de H. E. von Wintter).

Etienne Méhul (1763-1817) está considerado como el más importante compositor de la época revolucionaria. Méhul compuso muchos cantos patrióticos y piezas de propaganda, siendo la más célebre el «Chant du départ» (según un poema de Chénier, 1794) que se convirtió en una segunda «La Marseillaise». El compromiso de Méhul fue recompensado en 1795, primero con su designación como uno de los cinco inspectores del Conservatoire de París, en el momento de su fundación, y al poco con su nombramiento para el recientemente creado Institut de France, con Gossec y Grétry. Mehul tenía buenas relaciones con Napoléon y se convirtió en uno de los primeros franceses en recibir la «Légion d'honneur» (1804).
Su primera ópera Euphrosine, ou Le tyran corrigé, estrenada en la Salle Favart el 4 de septiembre de 1790, fue un inmenso éxito que marco el futuro de Méhul y fue el principio de una larga relación con el Théâtre de la Comédie Italienne (renombrado Opéra-Comique en 1793). Sus óperas tenían argumentos tormentosos y apasionados, y obras como Stratonice (1790), Mélidore et Phrosine (1792), Le jeune sage et le vieux fou (1793) y Ariodant (1799), le supusieron ser considerado como el primer músico romántico. La música muestra un uso creciente de disonancias y un interés por sentimientos extremos como la cólera, la envidia y los celos, prefigurando a otros compositores románticos como Weber y Berlioz. La forma en que Méhul subrayaba la expresividad dramática consistía en una verdadera experimentación con la orquestación, como hizo por ejemplo en Uthal (1806), una ópera ambientada en las tierras altas de Escocia, en que eliminó los violines y los remplazó por violas para subrayar el color local, o en otras obras en que sustentó las voces solamente con trompas o arpas. A partir de 1800 sus obras cada vez tienen menos éxito —salvo una exitosa Joseph (1807), muy apreciada en Alemania— y el mismo Napoleón, su amigo, le habría recomendado componer obras menos serias. Siguió no obstante estrenando, aunque cada vez con menor éxito, hasta su fallecimiento en 1817. (La Journée aux aventures (1816) y la obra póstuma, Valentine de Milan (1822)).

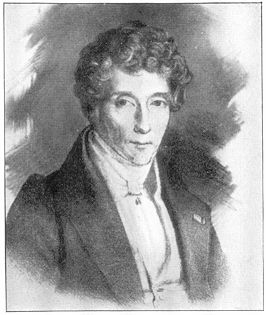
Luigi Cherubini.

Las obras de Luigi Cherubini (1760-1842) también son un fiel reflejo de los tiempos. Cherubini había desarrollado su carrera en Italia y más tarde en Londres. En 1789 se afincó en París y logró su primer éxito con Lodoïska, estrenada en el «Théâtre Feydeau», una «ópera de rescate» ambientada en Polonia, en la que la heroína encarcelada es liberada y su opresor derrocado, siendo una de las primeras obras en incluir un personaje poderoso y malvado. Le siguieron en el mismo teatro Eliza (1794) y su obra maestra, Médée (1797), que refleja el derramamiento de sangre de la Revolución solo desde un punto de vista feliz, y por ello siempre fue más popular en el extranjero que en la propia Francia. Obras más luminosas, como L'hôtellerie portugaise (1798), La Punition (1799), Emma ou la prisonnière (1799) y Les deux journées (1800), reflejaban ya el nuevo sentimiento de reconciliación en el país. Cherubini siguió estrenando en París más obras, como Anacréon (1803), Pimmalione (1809), Le Crescendo (1810), Les abencérages ou l'Étendard de Grenade (1813) y la tardía Ali-Baba ou les Quarante Voleurs (1833).

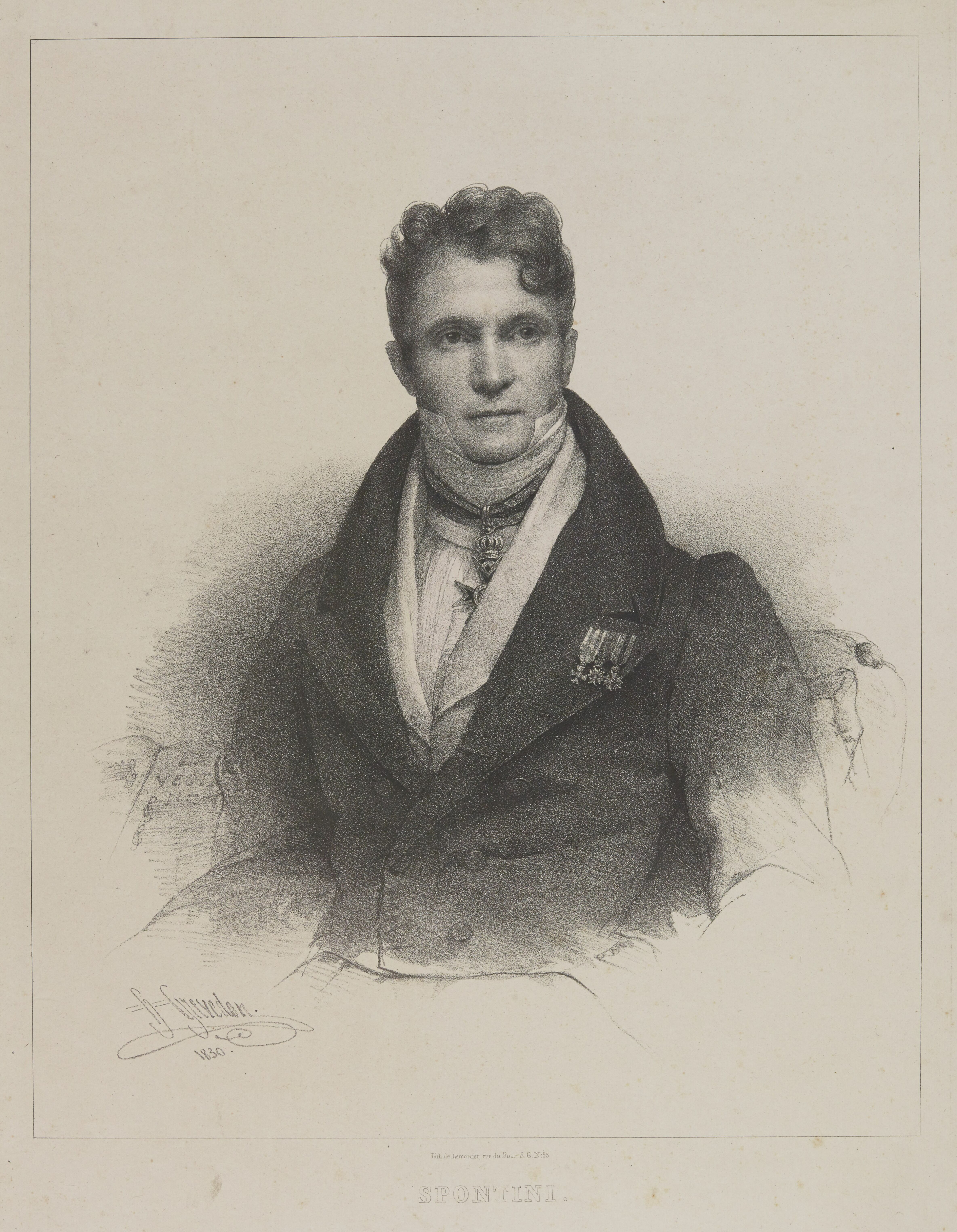
Gaspare Spontini.

Otro italiano, Gaspare Spontini (1774-1851), también tuvo mucho éxito en París en esa época. Spontini decidió instalarse en París en 1803, y tras algunos intentos para reestrenar sus obras en el teatro italiano, compuso tres nuevas «opéras-comiques» para el Théâtre Feydeau: La Petite maison (1804), Milton (1804) y Julie ou le Pot de fleurs (1805). Spontini asimiló rápidamente el estilo francés e intentó sintonizar con el nuevo gusto que quería Napoleón, aunar la estética revolucionaría y la republicana. Pronto gozará de gran protección en la corte y llegará a ser compositor de cámara de la misma emperatriz Joséphine (1805). Su siguiente obra, La Vestale (1807) fue ya estrenada en el Théâtre de l'Opéra y lo confirmó como continuador de la tradición seria gluckiana. El Institut de France declaró la obra como la mejor obra lírica de la década, y aún hoy sigue en el repertorio, a pesar de las grandes exigencias vocales de la protagonista, y puede considerarse como uno de los mejores exponentes de la ópera napoleónica, con su recitativo gluckiano de carácter solemne, su melodismo noble y elocuente y el rico tratamiento orquestal. Siguieron más obras para la Opéra, Fernand Cortez (1809), Pélage ou le Roi de la Paix (1814), Les Deux rivaux (1816) y Olympia (1820). Decepcionado por la acogida de última obra, que él consideraba uno de sus mejores trabajos, abandonó París y aceptó el puesto de «kapellmeister» en Berlín. Pese a ello, Spontini fue uno de los principales protagonistas de la escena parisina hasta 1820. 

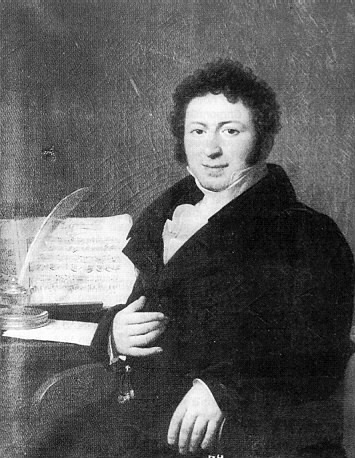
François-Adrien Boïeldieu, protagonista del primer cuarto del XIX.

Otros dos nombres también protagonizaron en esos años la escena parísina, en este caso el de la «opéra-comique»: Isouard y sobre todo, Boïeldieu. Nicolas Isouard (1773-1818), nacido en Malta, se instaló en París en 1799 y tras componer algunas óperas al gusto italiano, pronto se convirtió en uno de los proveedores habituales del «Théâtre de l'Opéra-Comique», para el que compuso una treintena de obras, siendo las más destacadas Les Rendez-vous bourgeois (1807), Cendrillon (según Charles Perrault, 1810), Joconde (1814) y Aladin ou La lampe merveilleuse (obra póstuma estrenada en 1822).
François-Adrien Boïeldieu (1775-1834) se instaló en París durante la Revolución, prudentemente como afinador de pianos. Pronto logró estrenar en los dos feudos de la «opéra-comique»: primero en el Théâtre Feydeau, La Famille suisse (1797) y L'Heureuse Nouvelle (1797) y luego pasó al «Théâtre Favart», Zoraime et Zulmare (1798), las tres con cierto éxito. En 1800, repitió estreno con Le Calife de Bagdad y esa vez fue un auténtico triunfo. En 1804, se trasladó a San Petersburgo para ocupar el puesto de compositor de la corte del zar, un puesto en el que permaneció hasta 1810. En esa estancia compuso nueve óperas, entre ellas Aline, reine de Golconde (1804) y Les voitures versées (1808). De regreso a Francia, reconquistó al público parisino con La jeune femme en colère (1811), Jean de Paris (1812), Le Nouveau Seigneur du village (1813) y una decena más de obras. 
En 1825 estrenó su obra maestra, La Dame Blanche, una obra sobre el tema del niño perdido y felizmente reencontrado in extremis, con un libreto de Eugène Scribe basado en varias y recientes novelas de Walter Scott, en especial en The Monastery (1820) y Guy Mannering (1815). (Pese a ser poco habitual, una obra de Scott ya había sido adaptada a la ópera, ya que Rossini escribió La donna del Lago (1819) sobre la novela homónina de 1810, The Lady of the Lake). La siguiente ópera de Boïeldieu, Les Deux Nuits (1829) fue admirada por el mismísimo Richard Wagner quien tomó prestada «la vivacidad y la gracia natural del espíritu francés» y se inspiró en uno de sus coros para la «marcha de los prometidos» de Lohengrin (1850). Heredero espiritual de Grétry, Boïeldieu daba mucha importancia a la melodía, componiendo diálogos muy espirituales, sin adornos superfluos, realzados con una ligera pero muy cuidada instrumentación. Hector Berlioz le atribuyó a su música una «elegancia parisina de buen gusto que agrada» y suele considerarse como el principal compositor francés del primer cuarto del siglo XIX. Algunos le han considerado, junto con Auber, «el monarca sin corona de la opéra-comique».

### Rossini en París: ópera histórica

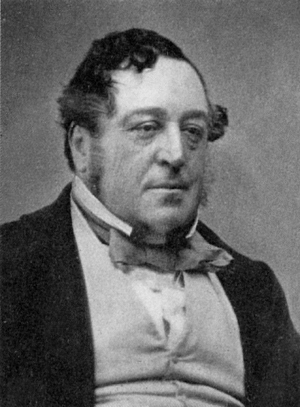
Retrato de Rossini, que será la gran estrella de París entre 1825-1830.

El público francés también acudía al Théâtre Italien para ver las tradicionales «operas buffas» y nuevas obras en el estilo entonces de moda, el bel canto, en especial las óperas de Rossini (1792–1868) —cuya fama, que comenzó tras el estreno de Il barbiere di Siviglia (1816), arrasaba ya en toda Europa— y más tarde de los también italianos Bellini (1801-1835) y Donizetti (1797-1848). La influencia de Rossini comenzó a invadir la «opéra-comique» francesa. Su presencia se siente en el mayor éxito de Boieldieu, La dame blanche (1825), así como más tarde en las obras de Daniel-François Auber (1782-1871) (Fra Diavolo, 1830; Le dominó negro, 1837), Ferdinand Hérold (Zampa, 1831) y Adolphe Adam (Le Postillon de Lonjumeau, 1836).
En 1824, el Théâtre Italien se anotó un gran tanto cuando persuadió al mismísimo Rossini, que con 32 años estaba en lo más alto de su carrera, para viajar a París y desempeñar el puesto de gerente de la ópera. La bienvenida de Rossini fue digna de la que los medios de comunicación modernos dan a una celebridad. No sólo reactivó la decaída fortuna del Théâtre Italien, sino que volvió la atención al «Théâtre de l'Opéra», que programó versiones en francés de sus óperas italianas. Rossini aceptó, a cambio de una pensión vitalicia que le concedió el gobierno de Francia, componer una nueva ópera para París, escrita en francés. Eligió como tema al héroe suizo, Guillermo Tell, y encargó el libreto a Victor-Joseph Étienne de Jouy y a Hippolyte Louis Florent Bis, que se basaron en la obra teatral homónina de Schiller y en la pequeña novela histórica Guillaume Tell o la libertad de Suiza, de Jean-Pierre Claris de Florian. Guillaume Tell, de más de cuatro horas, fue estrenada el 3 de agosto de 1829 y sorprendió al público por su seriedad y extensión, muy distinta al resto de las obras rossinianas, además por las desacostumbradas, en Rossini, proclamas políticas y patrióticas, con un pueblo luchando por sus libertades democráticas. Fue la última composición de Rossini para la escena. A causa del excesivo volumen de trabajo de llevar un teatro y desilusionado por el fracaso de Guillaume Tell, Rossini se retiró como compositor de ópera.

### La época dorada de la «Grand opéra» (1830-1850)

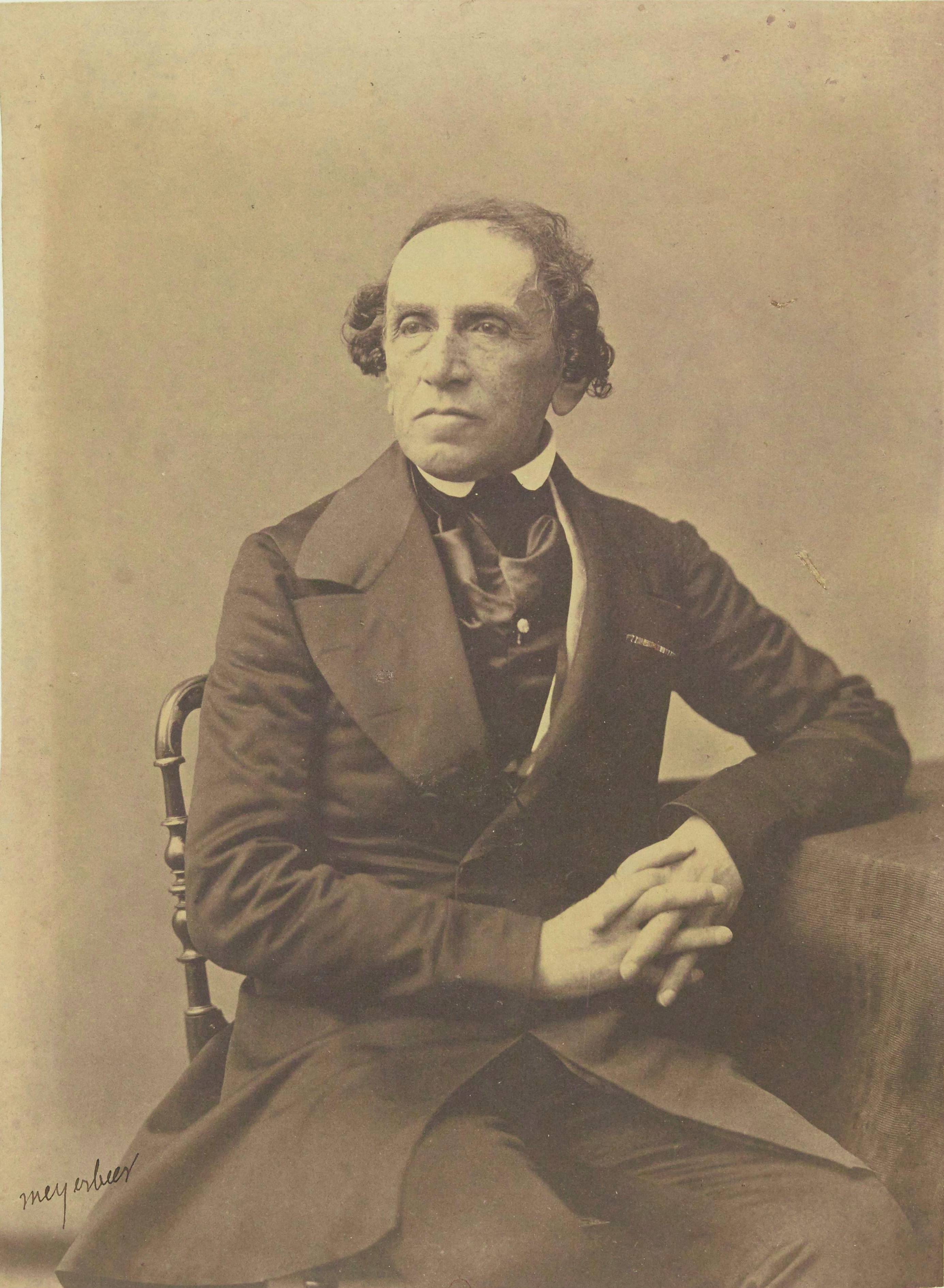
Giacomo Meyerbeer (fotografiado por Félix Nadar)

Guillaume Tell sería inicialmente un fracaso, pero junto con un trabajo del año anterior, La muette de Portici de Auber, marcó el comienzo de un nuevo género que dominará la escena francesa el resto del siglo: la «grand opéra», un estilo caracterizado por su escala grandiosa, sobre héroes y temas históricos, con grandes repartos y enormes orquestas, sobre escenarios ricamente decorados, con suntuosos trajes y espectaculares efectos escénicos y —siendo en Francia— una gran cantidad de música para ballet. La «grand opéra» ya había sido prefigurada en obras como La Vestale de Spontini y Les abencérages (1813) de Cherubini, pero el compositor que la historia ha llegado a asociar con el género es, sobre todo, Meyerbeer. 

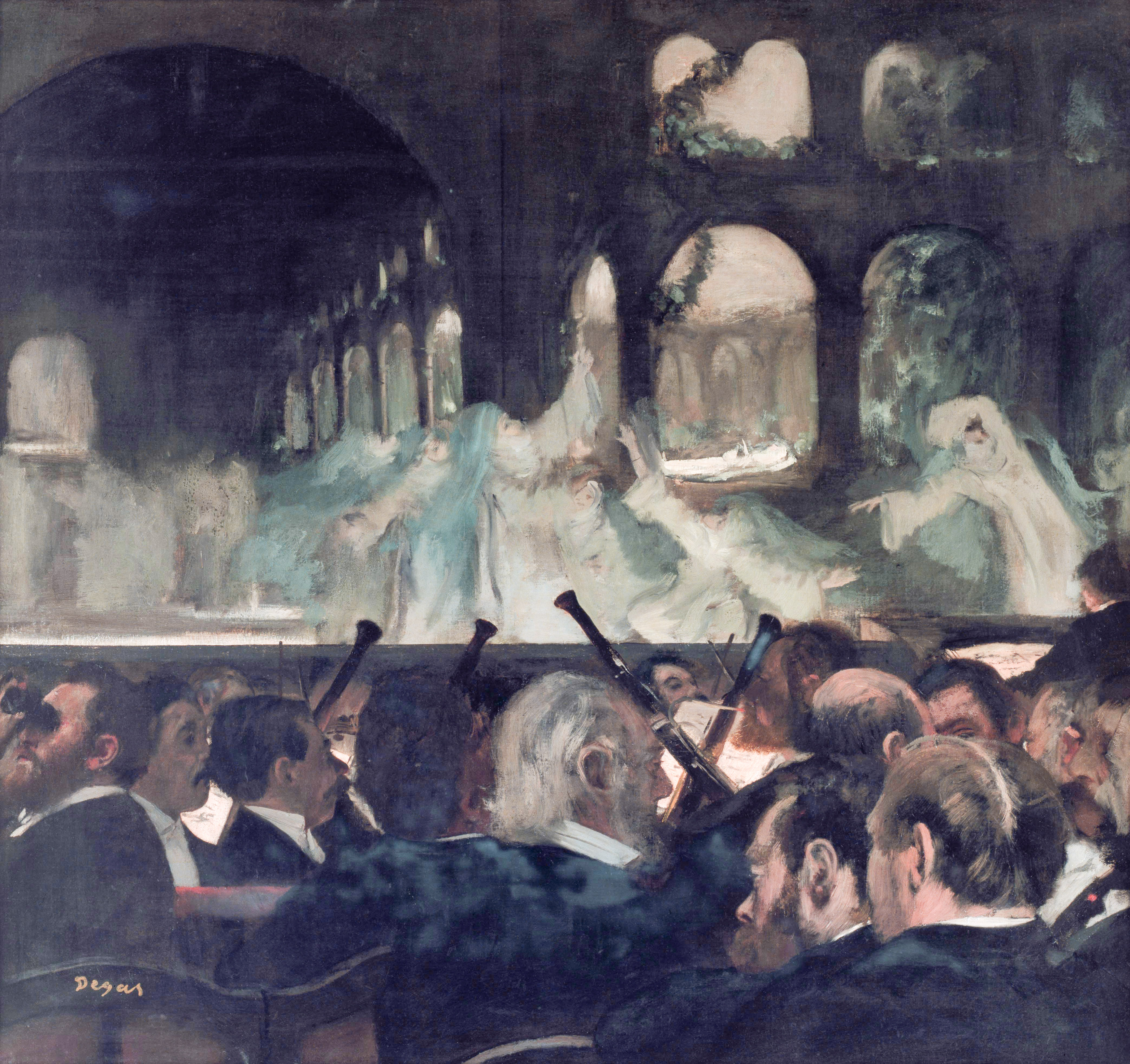
El ballet de las monjas, de Robert le diable, de Meyerbeer. Cuadro de Edgar Degas (1876).

Como Gluck, Giacomo Meyerbeer (1791-1864) era un compositor alemán que, antes de su llegada a París, había aprendido su oficio escribiendo óperas italianas siguiendo el modelo rossiniano. Afincado en París, bajo la protección de Rossini y Cherubini, su primer trabajo para el «Théâtre de l'Opéra», Robert le diable (1831), fue una auténtica sensación, con el público particularmente encantado con la escena de ballet del Acto Segundo en la que los fantasmas de las monjas corruptas salen de sus tumbas y bailan. Robert le diable sentó las bases de lo que en adelante será la «grand opéra», el nuevo género en el que todos los compositores se sentían obligados a dejar su sello personal. 
Con seis obras más escritas para la capital francesa —Les Huguenots (1836); Le Prophète (1849), una obra escrita expresamente para la ya famosa soprano de ascendencia española Pauline Viardot; L'Étoile du Nord (1854); Dinorah ou Le pardon de Ploërmel (1859); y L'Africaine (estrenada póstumamente en 1865)— Meyerbeer fijó de hecho para mucho tiempo los cánones de la «grand opéra» y se aseguró a lo largo de su carrera la preeminencia en el género: el joven Wagner le imitó servilmente antes de liberarse y encontrar su propia voz; Verdi mismo debió de someterse a las reglas dramáticas que él fijó cuando escribió para París. La carrera francesa del compositor, apenas interrumpida por una corta vuelta a Berlín (1842-1848), de hecho poco afortunada, dio muestras de una destacable longevidad.
Aunque célebre en toda Europa desde los años 1830, su fama después de su muerte fue muy rápidamente eclipsada por el nuevo genio de la ópera europea, Richard Wagner. Sin embargo, cuatro de sus obras —Robert, Les Huguenots, Le prophète y L'Africaine—, «types parfaits du mélodrame histórico-romantique», siguieron en el repertorio de la mayoría de los teatros europeos durante el resto del siglo XIX, aunque poco a poco fueron desapareciendo y discutiéndose muchos de sus méritos musicales. De hecho, el ejemplo más famoso de la «grand opéra» francesa que como tal que se programa hoy en los teatros de ópera es el Don Carlos de Giuseppe Verdi, una obra escrita para la Opéra de París como parte de los actos que acompañaron la Exposición Universal de París (1867) y que estrenada el 11 de marzo de 1867, en su versión original en francés en cinco actos.
Otro gran compositor muy activo en esos años fue Jacques-Fromental Halévy (1799-1862), que estrenó casi cuarenta obras y que obtuvo un clamoroso éxito a mitad de su carrera, en 1835, con La Juive (La hebrea), éxito que repitió ese mismo año con L'éclair, pero que no volvió a alcanzar con sus siguientes obras, más de veinte obras, estrenadas con desigual acogida, entre las que destacan La Reine de Chypre (1841) (elogiada por Wagner) y Le Val d’Andorre (1848). Sus obras se inscriben en la misma vena de los melodramas histórico-románticos de Meyerbeer y La juive se convirtió en una de las grandes obras prototipicas del género, que aún hoy está en el repertorio. 

### Hector Berlioz

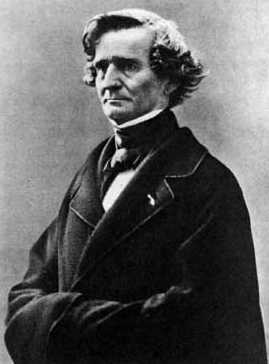
Hector Berlioz (fotografiado por Félix Nadar)

Mientras la popularidad de Meyerbeer se desvanecía, la fortuna de otro compositor francés de la época se incrementaba considerablemente durante los últimos decenios. Y ello a pesar de que las óperas de Hector Berlioz (1803-1869) fueron fracasos en su día. Berlioz era una mezcla única de un innovador modernista y un conservador del pasado. Su gusto en la ópera se había formado en la década de 1820, cuando las obras de Gluck y sus seguidores estaban siendo abandonadas en favor del bel canto rossiniano. Aunque a regañadientes Berlioz mostró su admiración por alguna de las obras de Rossini, aunque despreciaba lo que él consideraba como efectos llamativos del estilo italiano y anhelaba un retorno a la ópera de la verdad dramática de Gluck, no aceptando las convenciones del género, la tiranía de los cantantes y las armonías musicales. Berlioz fue también un verdadero romántico, un compositor deseoso de encontrar nuevas formas de expresión musical y eligió sus temas como personajes que representaban el ideal que debía guiar la vida del compositor: artistas —Cellini— o héroes —Eneas—, con un claro cometido en la vida, del que ni la felicidad ni el bienestar de los demás lograrán apartar. 
Su primer y único trabajo para la Opéra de París, Benvenuto Cellini (1838), fue un notorio fracaso. El público no pudo comprender la originalidad de la ópera y los músicos incluso encontraron sus ritmos, no convencionales, imposibles de tocar. Veinte años más tarde, Berlioz volvió al género y comenzó a escribir la que se convertirá en su obra maestra operística, Les Troyens, para satisfacer sus propias aspiraciones musicales más que con la mente puesta en el público del momento. Les Troyens iba a ser la obra culminación de la tradición clásica francesa encarnada por Gluck y Spontini. Como casi era de prever, no llegó finalmente a los escenarios en su forma completa de cuatro horas, y solo se estrenó parcialmente en vida del compositor: con el título Les Troyens à Carthage, los últimos tres actos fueron representados en París el 4 de noviembre de 1863, seis años antes de la muerte del compositor. Para su estreno completo habrá que esperar hasta la segunda mitad del siglo XX, cumpliéndose la profecía del compositor: «Si tan sólo pudiera vivir hasta los ciento cuarenta, mi vida se volvería decididamente interesante». En la obra no había adornos vocales que permitiesen lucirse a los cantantes y la orquesta participaba como un igual, con un alto protagonismo, con predilección por los tempi lentos y la difuminación entre arias y recitados, le da a la obra un aire épico.
La tercera y última ópera de Berlioz, una «opéra-comique» según la comedia de Shakespeare Béatrice et Bénédict (1862), fue escrita para un teatro de Alemania, donde la audiencia era mucho más favorable a las innovaciones musicales, como la extensa obertura orquestal.

### Segunda mitad del XIX: Offenbach y la opereta

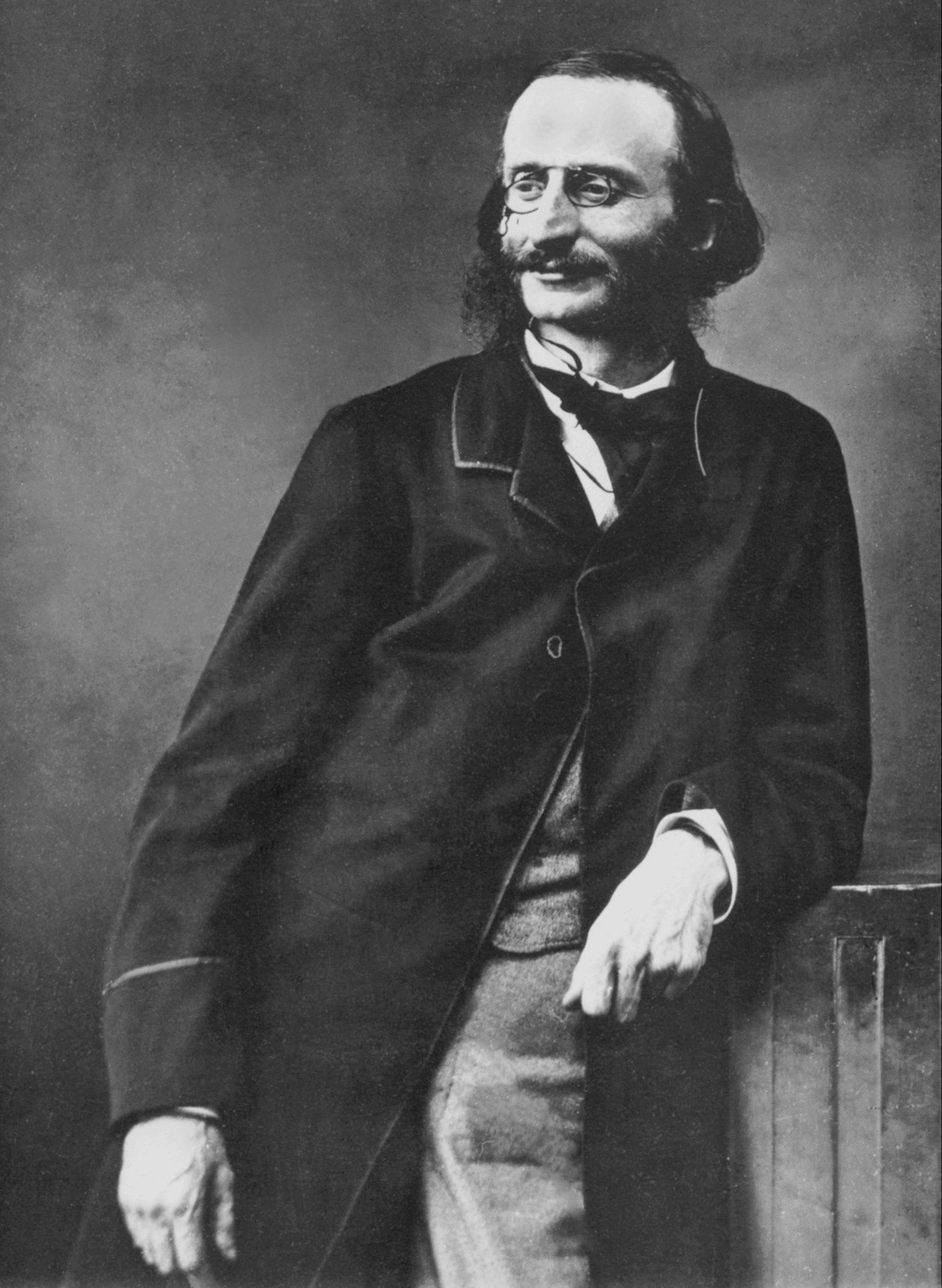
Jacques Offenbach (fotografiado por Félix Nadar)

En la década de 1850, dos nuevos teatros trataron de romper el monopolio de la música teatral en la capital que ejercían el Théâtre de l'Opéra y el Théâtre de l'Opéra-Comique: el primero fue el Théâtre Lyrique —abierto de 1851 a 1870, y en el que en 1863 Berlioz vio la única parte de Les Troyens que se interpretó en su vida— y al que se unió en 1855, el Théâtre des Bouffes Parisiens. Berlioz no era el único descontento con la vida operística de París hacia mediados del siglo XIX, ya que Jacques Offenbach (1819-1880) también encontraba que la «opéra-comique» francesa contemporánea ya no ofrecía espacio alguno para la comedia. Offenbach, alemán nacido en Colonia, se trasladó con su familia a París a los 14 años, y tras ser admitido en el Conservatorio, debió de dejarlo por necesidades económicas, empleándose como chelista en la orquesta de la opera cómica —llegó a ser un gran virtuoso, que dio conciertos con Antón Rubinstein, Liszt, Mendelssohn y Flotow— y en 1850 llegó a ser director del «Théâtre Français». Con ocasión de la Exposición Universal de París (1855), obtuvo la licencia para programar breves piezas en un único acto, conocidas como «musiquettes», con dos o tres pocos cantantes, arrendando un pequeño teatro existente en la rue Monsigny, al que llamó Théâtre des Bouffes-Parisiens. Se inauguró el 5 de julio de 1855, bajo la dirección de Offenbach, con su «bouffonerie musicale» Les deux aveugles, una pieza que sería la primera de muchas, todas llenas de farsa y sátira. 

Cartel de Orphée aux enfers.

Enseguida trasladó el teatro a otro mayor, situado en la rue Monsigny/Passage Choiseul y en 1858 consiguió que las restricciones del permiso fuesen suprimidas. En ese momento Offenbach intentó crear una obra más ambiciosa, Orphée aux enfers («Orfeo en los infiernos»), que sería el primer gran trabajo de un nuevo género, la opereta, que junto con Florimond Hervé contribuyó a crear. Orphée era a la vez tanto una parodia de las rimbombantes tragedias clásicas como una sátira sobre la sociedad contemporánea. Su increíble popularidad llevó a Offenbach a seguir componiendo más operetas, hasta un número superior a 100, entre las que destacan La Belle Hélène (1864), La vie parisienne (1866) y La Périchole (1868). 
Al final de su vida se embarcó en la que será su composición para la escena más compleja: Les contes d'Hoffmann (1881), una ópera seria de género fantástico que trata sobre la vida del poeta y cuentista E. T. A. Hoffmann, que ya viejo y desganado, muestra al artista romántico, bohemio, borracho, soñador, al que los contratiempos impiden siempre lograr sus objetivos. Es una obra en tres actos, más un prólogo y un epílogo. El libreto de Jules Barbier, está basado en una obra que el propio Barbier y Michel Carré habían escrito sobre tres de cuentos de Hoffmann —Der Sandmann, Rath Krespel y Das verlorene Spiegelbild—, siendo el mismo Hoffmann un personaje de la ópera, como él mismo solía hacer en muchas de sus historias. 
Offenbach solía fijar la partitura final después de estrenar las obras y realizar las modificaciones que su rodaje público aconsejaban. La primera representación se hizo con diálogos completos en el Teatro de la Gaite. La gaité quebró y Offenbach cedió los derechos para la Opéra-Comique, pero en este teatro era tradición que los diálogos fuesen en prosa, con cantantes de otro tipo, debiendo de adaptar la obra. Había completado la partitura para piano y orquestado el prólogo y el primer acto. Ernest Guiraud finalizó la orquestación, alterando algunos números. La obra sufrió a lo largo de sus representaciones numerosas adaptaciones, recreaciones e intentos de fijar la partitura final. No obstante, la aparición en 1993 de 100 páginas del manuscrito completo dio lugar a una nueva reconstrucción de la obra.

### Gounod y Bizet

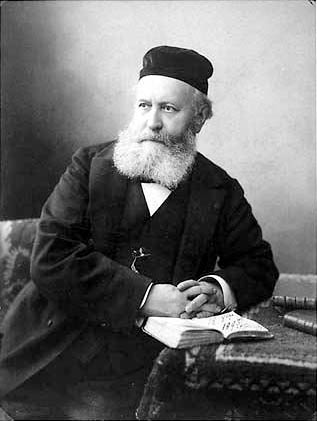
Charles Gounod (fotografiado por Félix Nadar)

Una creciente generación de compositores de ópera francesa apareció a mediados de siglo en Francia, encabezada por Gounod y Bizet y a los que seguirán Thomas, Delibes o Saint-Saëns, autores todos que aunque no tan innovadores como Berlioz, si eran muy receptivos a las nuevas influencias musicales y estaban muy atentos a los temas literarios en boga para elegir sus libretos. 
Charles Gounod (1818-1893) supuso una verdadera renovación de los argumentos de la ópera francesa. Tras una época en que siguiendo a Meyerbeer se daba importancia a los temas políticos y colectivos, se dio paso a los personajes individuales, y las emociones personales pasaron a ser el hilo conductor y las verdaderas protagonistas tanto de la música como del escenario. Gounod fue un espléndido melodista[cita requerida] —que caracterizaba no solo a los personajes principales sino también a muchos secundarios y que incluso en los recitativos incluía muchas ideas melódicas— y exigió de la orquesta una instrumentación mucho más detallada que la habitual hasta ese momento en los teatros de ópera. Tras algunas obras estrenadas sin demasiado éxito —Sappho (1851), La Nonne Sanglante (1854) y Le Médecin malgré lui (1858)— el éxito le llegó con Faust (1859), basada en el drama de Goethe, que fue estrenada en el Théâtre Lyrique y que diez años más tarde fue repuesta en el Théâtre de l'Ópera, iniciando una brillante carrera por todos los teatros europeos. Siguió componiendo, pero con menor fortuna —Philémon et Baucis (1860) La Colombe (1860), La Reine de Saba (1862)— y volvió a tener éxito con Mireille (1864), basada en la épica provenzal de Frédéric Mistral, y Romeo y Juliette (1867), de inspiración shakespeareana. Siguieron un largo periodo de inactividad operistica y tras unos cuantos intentos —Cinq-Mars (1877), Polyeucte (1878) y Le Tribut de Zamora (1881)— abandonó el género para dedicarse a la música religiosa.
Georges Bizet (1838-1875), gran amigo de Gounod, se acercó desde muy joven al género operístico, componiendo varias «opéras-comiques», como Le Docteur Miracle (1857) —que fue primer premio de un concurso convocado por Offenbach para el «Théâtre des Bouffes Parisiens»— o Don Procopio (1859), L'amour peintre (1860) y La guzla de l'Émir (1862), todas ellas enviadas desde Roma, tras haber logrado el autor el codiciado Premio de Roma. Su primera verdadera ópera, Les pêcheurs de perles (1863), fue estrenada con poco éxito en el Théâtre Lyrique, éxito que tampoco logró con La jolie fille de Perth (1867). El público desconfiaba de lo que le parecía ya una influencia wagneriana perniciosa, que se manifestaba en el uso de algunas armonías y «leitmotivs». Bizet, decidió dar un giro en su acercamiento a la escena y apostó por una mayor naturalidad y libertad melódicas, presentes ya en Djamileh (1872) y Don Rodrigue (1873), pero que se manifiestan de forma acabada en su mayor triunfo, Carmen (1875). Escrita para el Théâtre de l'Opéra Comique, Carmen fue estrenada el 3 de marzo de 1875, con poco éxito ya que los primeros críticos y el público fueron sorprendidos por la poco convencional mezcla de pasión romántica y realismo. Bizet, que murió solo tres meses más tarde, no pudo saborear el triunfo que cosecharía la obra, que ha llegado a ser el mejor exponente de la ópera francesa del siglo XIX y quizás la más famosa de todas las óperas francesas. Para el estreno de la obra en Viena, hubo que modificar las partes habladas, propias de la ópera cómica, por recitativos y de ello se encargó también Ernest Guiraud. Esa fue la versión que alcanzó fama y la que se estrenó en todos los teatros del mundo (solo a partir de una versión de 1949 se recuperará la versión hablada, y ahora ambas se programan por igual). 

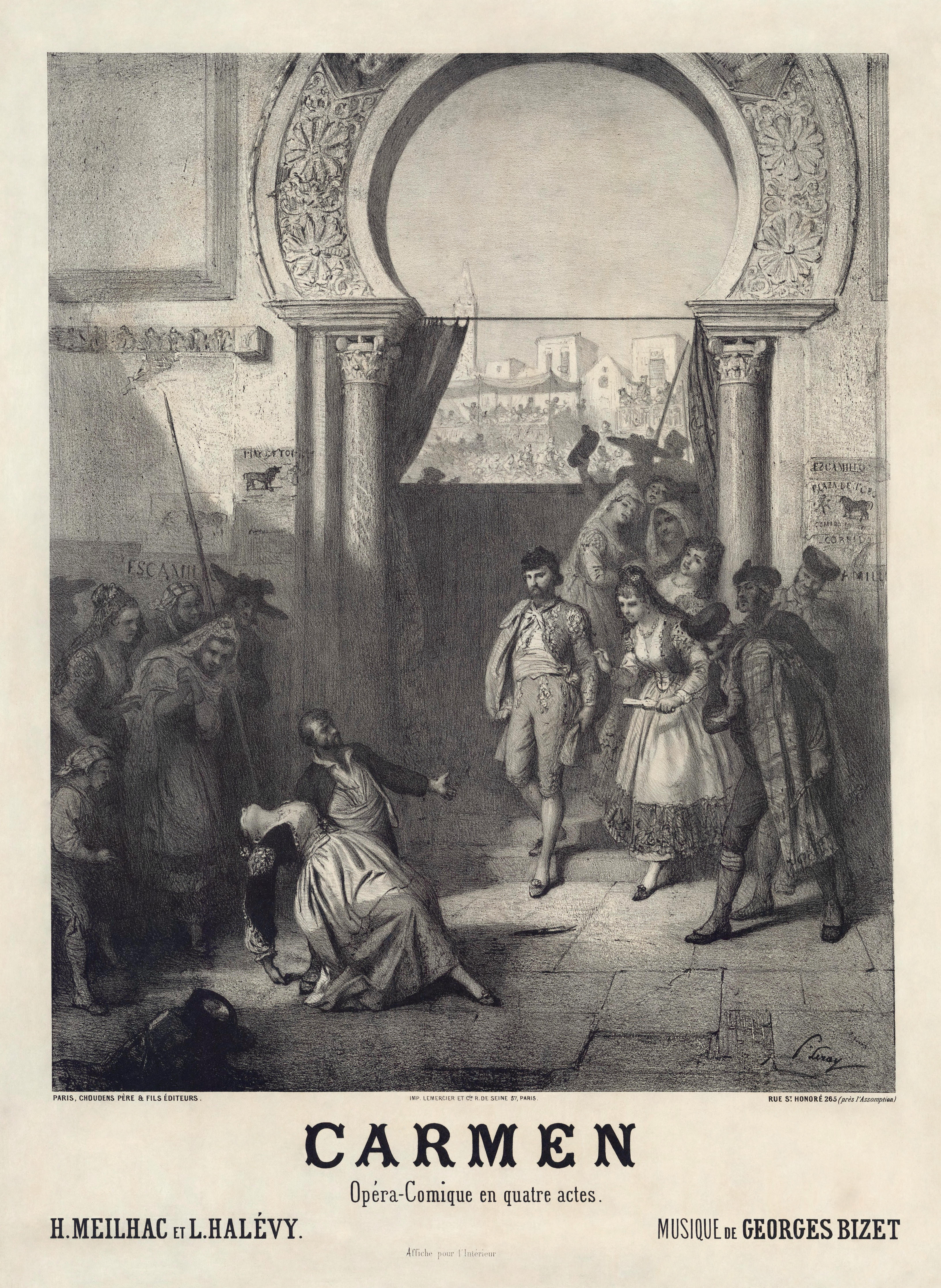
Cartel de Carmen (1875)

La obra ha sido analizada en muchas ocasiones para entender qué características la hacen tan especial, en un intento de comprender los valores sustantivos del género. La conclusión a que han llegado casi todos es que se dan varias cuestiones que individualmente apenas dicen nada, pero que en conjunto le dan el verdadero valor a la obra: el libreto, considerado por algunos como uno de los mejores libretos de la historia, está firmado por Ludovic Halévy y Henri Meilhac y se basa en la novela homónima de 1845 de Prosper Merimée, pero no tiene diferencias con muchos otros que no tuvieron éxito: los autores eran excelentes libretistas y la obra literaria en que se basaron era de gran calidad, pero otros libretos, incluso de los mismos autores, también lo fueron sin éxito; el tema, de ambiente español y que permitió a Bizet dar rienda suelta a su vena españolista, tampoco justifica nada ya que otras obras de ese tipo fueron consideradas «turcadas», «españoladas» o «exotismo de pacotilla»; la coherencia y lógica del libreto, que aunque buenas tampoco parecen razones, ya que, por ejemplo, en la escena en «un lugar salvaje de la montaña» aparecen no solo contrabandistas, si no muchos otros personajes —como la prometida y siempre buena «Micaela» o el torero y chulesco «Escamillo»— y convierten la montaña en un sitio demasiado transitado; la naturaleza equivoca de algunos personajes, como Don José, joven provinciano e ingenuo que se va maleando y acaba matando a Carmen, a su vez personaje también esquivo, gitana sin prejuicios cuya seducción conduce al delito y al crimen, primera mujer fatal de la ópera —a la que seguirán «Elektra» o «Lulú»— y prototipo que no desentona del muy español «Don Juan»; la tesitura poco habitual del papel principal, una contralto (o mezzo-soprano), cuando habitualmente los papeles principales se reservaban para sopranos, pero eso ya había sido frecuente en muchas obras rossinianas y un par de años más tarde Saint-Saëns mismo lo usaría en el personaje de Dalila de Sanson et Dalile; la circunstancia histórica que la obra habría sabido muy bien aprovechar, un momento de cierre de una etapa antigua, en que la ópera estaba dominada por dos gigantes como Verdi y Wagner y en que se entreabría una nueva época, la verista, que emprenderán con gran éxito Puccini, Mascagni o Leoncavallo. Nada hay en la obra que pueda señalarse como distintivo pero todo lo anterior hace que la partitura de Carmen sea señalada por muchos como la «ópera por excelencia».

### El nuevo «Palais Garnier»: último cuarto del XIX

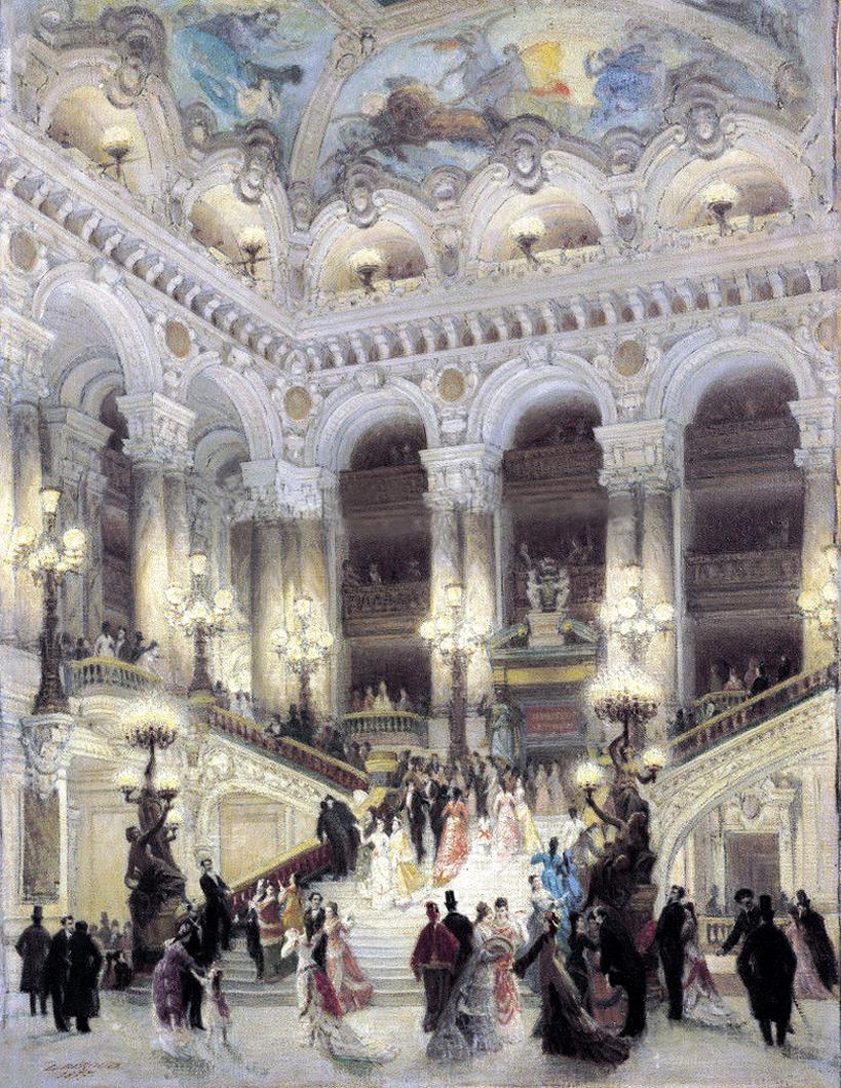
Vestíbulo de la Opera de Charles Garnier, inaugurada en 1875

En 1875 se culminó la construcción de un nuevo teatro de ópera para la capital, una gran obra que había comenzado en 1858 cuando Napoleón III autorizó el derribo y ocupación de más de 12 000 m² de viejas edificaciones. El concurso para el nuevo edificio, que se quería fuese todo un emblema del Segundo Imperio, fue ganado por un joven arquitecto, Charles Garnier, con un proyecto de estilo neobarroco. Las obras comenzaron en 1862 y fueron muy accidentadas, con muchos incidentes técnicos —aparición de aguas subterráneas y cuevas que dificultaron mucho las labores de cimentación— y otros derivados de los complejos acontecimientos políticos del momento —Guerra Franco-Prusiana, caída del Segundo Imperio y Comuna de París de 1871—. De hecho, una circunstancia fortuita dio el impulso político para que se finalizasen las obras: la noche del 28 al 29 de octubre de 1873, un incendio que duró 27 horas, destruyó totalmente el hasta entonces Théâtre National de l’Opéra, que desde 1820 estaba en la rue Lepetier. 
París no podía quedarse sin teatro de ópera. Las obras se aceleraron y, finalmente, el nuevo Palais Garnier fue oficialmente inaugurado el 15 de enero de 1875, con el nombre «Académie Nationale de Musique - Théâtre de l'Opéra». Fue una espléndida ceremonia a la que asistieron el presidente de la III República, Patrice de Mac-Mahon, la familia real española, el lord-maire de Londres, el burgomaestre de Ámsterdam y casi cerca de 2000 invitados llegados de toda Europa.
La celebración incluía la representación del tercer acto de La Juive, de Halévy, varios extractos de Les Huguenots, de Meyerbeer, y un Divertissement presentado por la compañía de ballet, representado por el maestro de ballet Louis Mérante, que consistió en una recreación de la célebre escena «Le Jardin Animé», del ballet Le Corsaire (1856), con música de Léo Delibes y coreografía de Joseph Mazilier. El nuevo teatro será el marco adecuado que necesitaba la capital, ya en ese momento considerada la capital cultural del mundo, la Ciudad Luz que a finales de siglo verá una tradición vanguardista sólidamente establecida, con poetas como Mallarmé, Verlaine y Rimbaud o pintores como Gauguin, Seurat y Cézanne que derribaron los principios del realismo del siglo XIX. En el último cuarto de siglo, la ópera también tendrá un papel destacado y tendrá de nuevo una etapa de florecimiento y muchos autores y obras de este período lograran fama internacional.

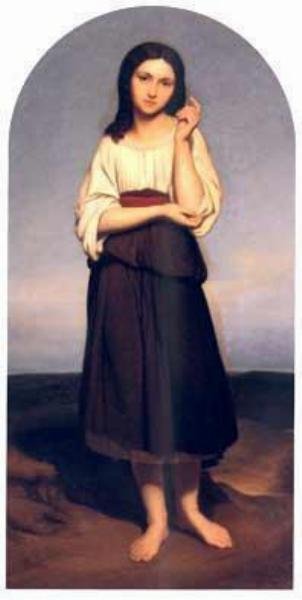
Mignon, cuadro de Ari Scheffer en el que se basó Thomas.

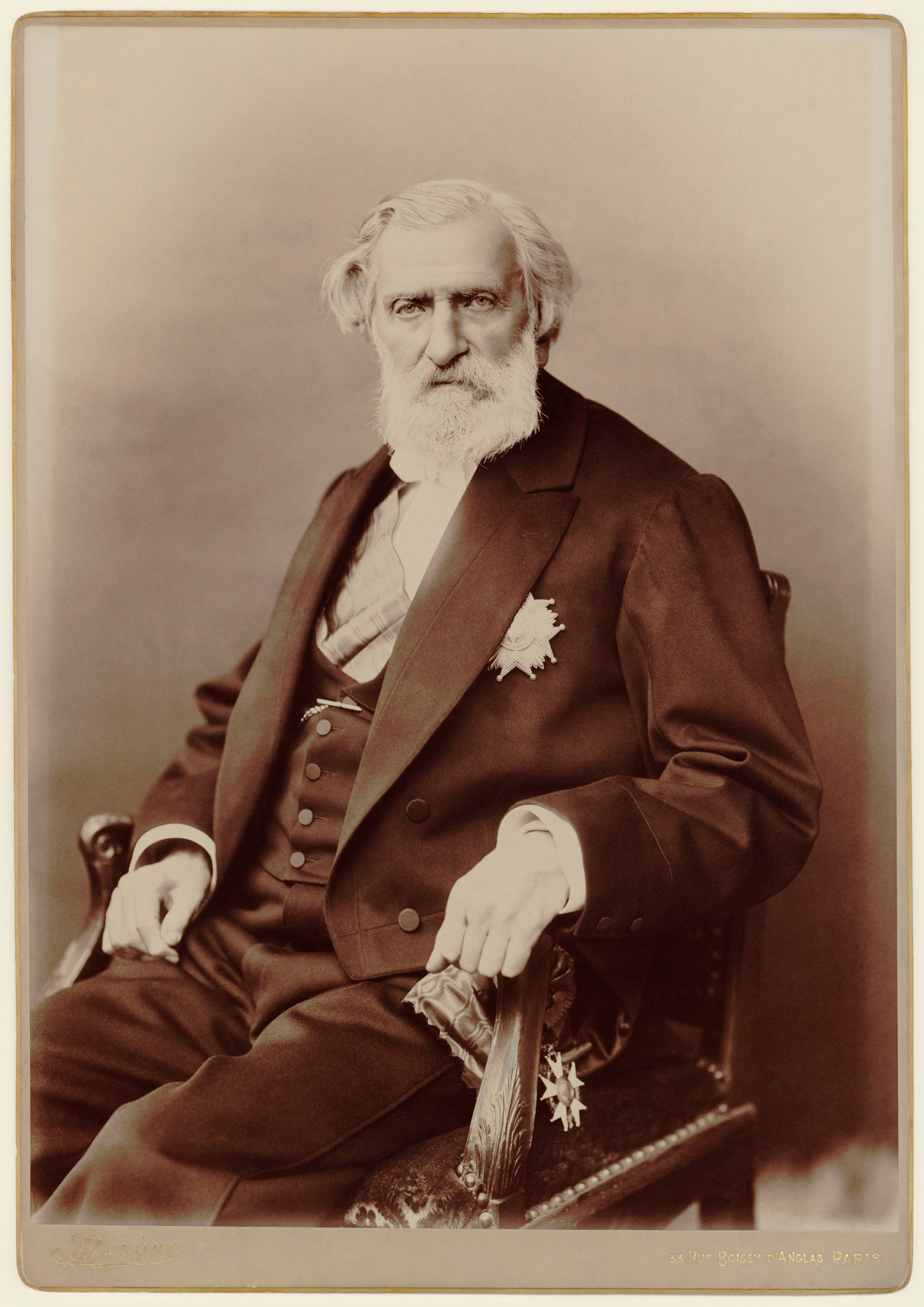
Ambroise Thomas

Ambroise Thomas (1811-1896) había estrenado ya muchas obras, con éxito, pero sin conseguir que ninguna de ellas se mantuviese en el repertorio: La Double Échelle (1837), le valió elogios de Berlioz; Le Caïd (1849), una opereta brillante, tuvo mucho éxito (y gracias a ello Thomas fue acogido triunfalmente en la Académie des Beaux-Arts en 1851, aplastando a Berlioz que no obtuvo ni un solo voto); Le Songe d'une Nuit d'Été (1850), una fantasía dramática, fue bien acogida; Raymond, ou Le secret de la reine (1851), contenía una obertura que se hizo muy popular en su día; Le Roman d'Elvire (1860), también tuvo buena acogida.
Mediada ya la cincuentena le llegó el éxito, tras una acogida inicial algo titubeante, con su ópera Mignon (1866), con un libreto basado en la novela de Goethe, Wilhelm Meisters Lehrjahre (1795), firmado por Jules Barbier y Michel Carré, autores de algunos de los mejores libretos de la ópera romántica francesa (como Faust y Roméo et Juliette, de Gounod; Les contes d'Hoffmann, de Offenbach:; y las propias obras de Thomas). Desde ese momento, Thomas accedió al estatus de compositor mayor. En 1894, Mignon había sido representada más de 1000 veces solo en la Opéra-Comique y había sido presentada en todos los teatros de ópera de Europa. Su siguiente obra, Hamlet (1868), basada en la tragedia de Shakespeare, le consagró internacionalmente. La música de Thomas no se adaptaba muy bien al tema, pero la obra esconde algunos de los mejores pasajes musicales escritos por el compositor, en especial la escena de la explanada, todo el papel de Ofelia y el ballet, particularmente brillante. La interpretación que en el estreno hicieron Jean-Baptiste Faure y Christine Nilsson contribuyó mucho al gran éxito de la obra y Thomas fue el primer músico en recibir, de manos de Napoléon III, la distinción como Commandeur de la Légion d'honneur. Aún hoy, Hamlet tiene la consideración de tener uno de los mejores papeles para barítono de toda la historia de la ópera.
Léo Delibes (1836-1891) llevó siempre una especie de doble vida, ocupado a diario como organista, pero siendo también un refinado hombre de teatro. Obtuvo varios puestos de director de coro, primero en el Théâtre-Lyrique y, desde 1864, en la Opéra, donde adquirirá gran fama tras estrenar dos exitosos ballets que, aún hoy, forman parte del repertorio: Coppélia (1870) y Sylvia (1876). Aunque ya había abordado el género operístico —Le boeuf Apis (1865) y La cour du roi Pétaud (1869)— su gran fama le permitió acometer grandes obras, como Le roi l’a dit (1873), Jean de Nivelle (1880) y su gran éxito, Lakmé (1883) (póstumamente se estrenó su última obra, Kassya, 1893). La exuberante y orientalizante Lakmé, estrenada en la Opéra-Comique en 1883, narra el amor imposible en la India del siglo XIX de un oficial británico y la hija de un sacerdote de Brahma. Contiene, entre muchos números deslumbrantes, el famoso número de lucimiento para soprano de coloratura conocido como la «Scène et légende de la fille du paria», llamada «Air des clochettes» («Canción de la campana»): «Où va la jeune Indoue?» y el Dueto de las flores, con la bellísima «Dome épais le jasmin».
Camille Saint-Saëns (1835-1921), del que Wagner llegó a decir que era «el más grande compositor francés vivo» tuvo muchos problemas para estrenar su primera ópera, Le Timbre d’argent (1864-1877). No fue la primera de sus obras en ser presentada al público, honor que le cupo a La Princesse jaune (1872), estrenada en la Opéra-Comique, con bastante éxito. En 1877 finalizó su tercera ópera, Sansón y Dalila, con libreto de Ferdinand Lemaire, una historia bíblica que no fue bien acogida por sus allegados cuando les tocó las partes ya escritas. Solo tuvo el apoyo de Liszt, que le consiguió una producción de la obra para Weimar a finales de ese mismo año, lo que animó a Saint-Saëns a completar la obra. Liszt mismo dirigió el estreno con gran éxito y al mismo asistió su gran amigo, Gabriel Fauré; luego se representó en Colonia, Hamburgo, Praga y Dresde. Sin embargo, la obra no se estrenó en Francia sino hasta doce años más tarde, y extrañamente, no en París, sino en Ruan: una de las causas fue el rechazo que sentía el público francés por los temas bíblicos. Sólo cuando ya había sido ofrecida en una docena de ciudades de provincias, pudo oírse en 1890, al fin, en el Teatro Eden de París. Esta ópera, que tiene un marcado formato musical de oratorio, llegó a ser una de las obras más conocidas de Saint-Saëns y durante mucho tiempo se mantuvo en el repertorio. Saint-Saëns siguió componiendo óperas casi hasta su muerte, aunque nunca logró repetir el gran éxito de Sansón: Étienne Marcel (Lyon, 1879), Henri VIII (1883); Ascanio (1890); Phryné, opera cómica (1893), Déjanire (Montecarlo, 1898); Les Barbares (1901); Parysatis (Béziers, 1902); Hélène (Montecarlo, 1904) y L’Ancêtre (Montecarlo, 1906).

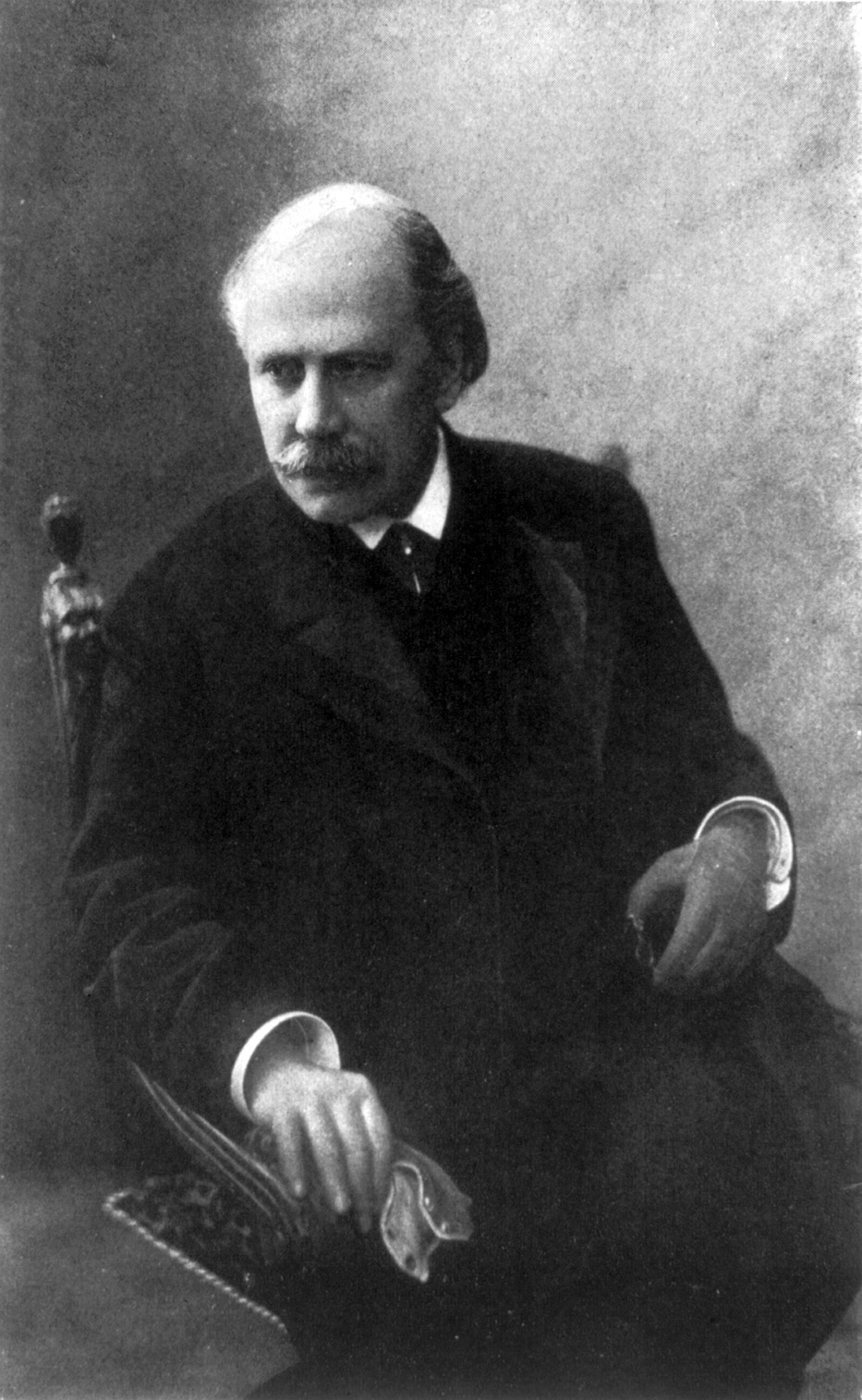
Jules Massenet

El compositor de éxito más duradero de la época fue Jules Massenet (1842-1912) que compuso más de cuarenta óperas, abordando todos los géneros —«grand opéra», drama histórico, farsa, opéra-comique— y argumentos —bíblicos, históricos, mágicos, caballerescos, mitológicos— en un estilo característico, nada innovador pero de una gran eficacia, suave y elegante, en el que supo sacar partido a sus grandes dotes teatrales y a su habilidad melodística y maestría orquestadora. Tras haber compuesto más de 20 óperas, de las que solo Le roi de Lahore (1877) y Hérodiade (1881) tuvieron una cierta repercusión, el éxito le llegó plenamente con Manon (1884), según la novela Manon Lescaut de Abbé Prévost, su obra más popular.

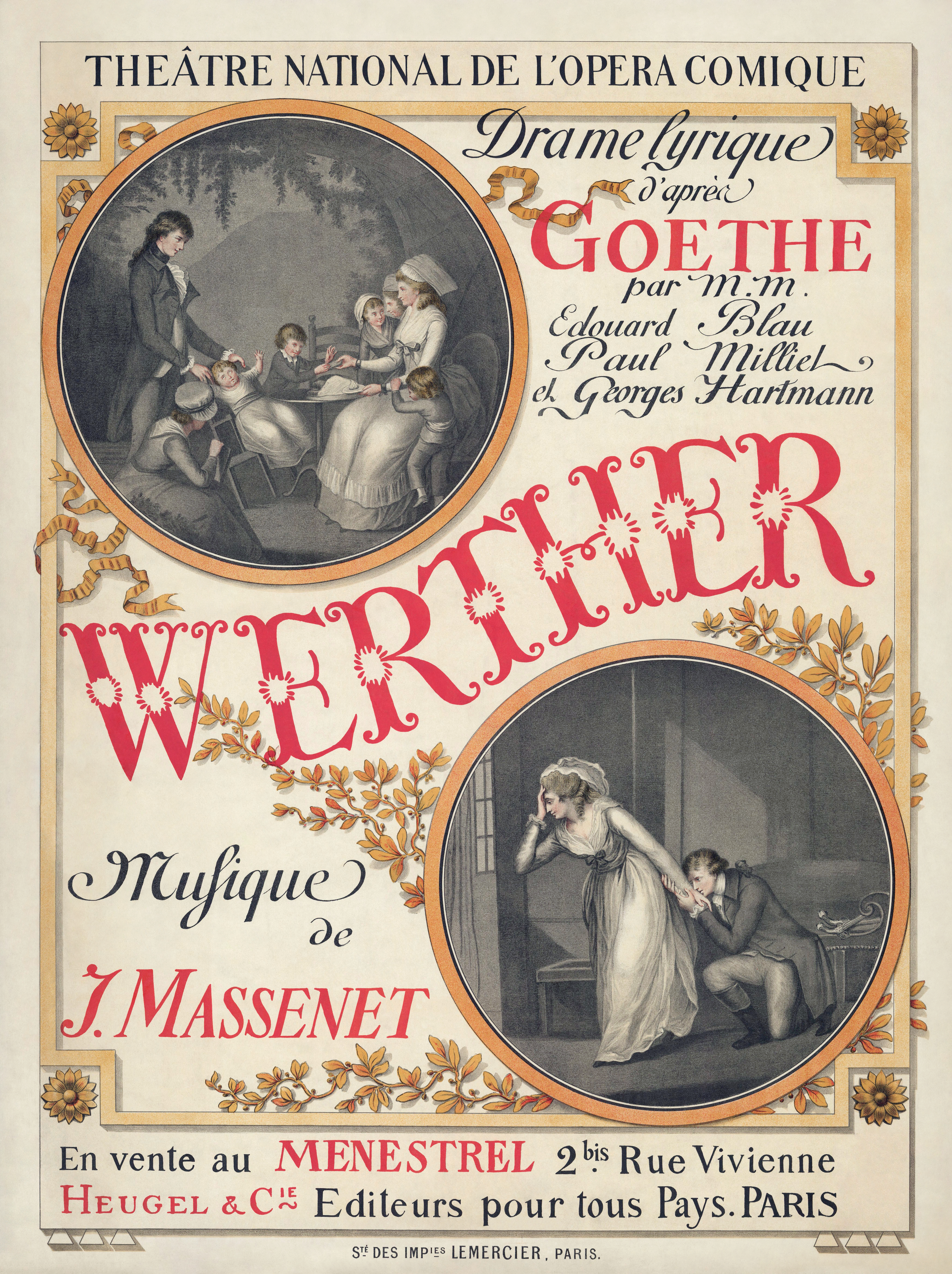
Cartel del estreno en París de Werther (1893)

Massenet siguió estrenando puntualmente hasta su muerte, obras como Le Cid (1885) —sobre la tragedia homónima de Corneille ambientada en España—; Werther (1892) —con libreto sobre «Les Souffrances du jeune Werther» de Goethe— que fue estrenada primero en versión alemana en Viena y un año más tarde en la Opéra-Comique, y con la que volvió a repetir un gran éxito; Le Jongleur de Notre-Dame (1902) —una historia milagrosa sobre una leyenda medieval del siglo XII, basada en la obra homónima de 1892 de Anatole France—, estrenada en Montecarlo; y, finalmente, Don Quichotte (1910) —inspirada en Le chevalier de la longue figure (1904), una obra teatral de Jacques Le Lorrain—, producción para la Opéra de Monte-Carlo, con el legendario bajo ruso Fedor Chaliapin en el papel principal. 
Thaïs (1894), con un libreto de Louis Gallet basado en la novela homónima de 1890 de nuevo de Anatole France, narra la historia de la pecadora arrepentida y luego santa, Thais, y su ingreso en un cenobio egipcio del siglo IV. Con su soberbio solo de violín del Acto II «Méditation religieuse», conocido como «Méditation de Thaïs», es una obra muy célebre pero rodeada de una reputación diabólica, no conoció el éxito hasta pasados diez años de su estreno. 
La influencia de Massenet es manifiesta en muchos compositores de ópera, por ejemplo, en los italianos Ruggero Leoncavallo, Pietro Mascagni, Giacomo Puccini o en la propia Pelléas et Mélisande de Claude Debussy. Aunque considerado en vida como el más importante compositor francés de ópera, a su muerte la mayoría de sus obras fueron consideradas sentimentales y anacrónicas, y solamente Manon y Werther han soportado los cambios en la moda musical y siguen aún hoy siendo ampliamente representadas.

### Wagnerianismo francés y declive de la «grand opéra»
Los críticos musicales conservadores que habían rechazado a Berlioz detectaron una nueva amenaza en Richard Wagner, el compositor alemán cuya revolucionaria música teatral estaba causando furor y controversia en toda Europa. Wagner había atacado duramente el género en Das Judentum en der Musik (1850) y más concretamente en su largo ensayo Oper und Drama («Opera y Drama», 1851). Cuando presentó una versión revisada de su ópera Tannhäuser en París en 1861, provocó tanta hostilidad que fue cancelada tras sólo tres ejecuciones. El deterioro de las relaciones entre Francia y Alemania sólo empeoró las cosas, y después de la Guerra franco-prusiana de 1870-1871, había razones políticas y nacionalistas para rechazar la influencia de Wagner. Los críticos tradicionalistas utilizaban el término «wagneriano» como sinónimo de abuso de todo lo moderno en la música. 
El aumento de la influencia de Wagner en la música y las ideas fue progresivo: compositores como Gounod y Bizet ya habían empezado a introducir innovaciones armónicas wagnerianas en sus partituras, y muchos artistas adelantados, como el poeta Baudelaire, elogiaban esa «música del futuro». Más adelante, otros compositores franceses empezaron a adoptar la estética wagneriana al por mayor en sus obras, en particular Vincent d'Indy (Fervaal, 1897), Emmanuel Chabrier (Gwendoline, 1886) o Ernest Chausson (Le Roi Arthus, 1903). Pocas de estas obras han sobrevivido, ya que eran demasiado imitativas y sus autores estaban tan abrumados por el ejemplo de su héroe, que a veces olvidaron preservar su propia individualidad.
El desprecio por el género de los partidarios de la ópera wagneriana coincidió con otras dos causas de más recorrido que llevaron al declive a la «grand opéra». Cada vez se componían menos obras nuevas de gran formato, con lo que el estilo pasó de moda y las nuevas producciones, que también exigían caros cantantes —Les Huguenots, por ejemplo, se conoce como «la noche de las siete estrellas» debido a su exigencia de siete grandes artistas—, cada vez eran más costosas y difíciles de amortizar. Eso significaba que económicamente eran las apuestas más arriesgadas y por ello las más vulnerables y a los compositores no les atraían como desarrollo de nuevo repertorio.
Coincidió además con la desaparición de muchas obras del género del repertorio, para dar paso a nuevas modas, como por ejemplo, las óperas de estilo verista. Está fue la causa de que perdieran su lugar primero en la Opéra de París (sobre todo cuando muchos de los montajes originales se perdieron en el incendio de 1873), aunque había otros teatros, como el Théâtre de la Gaité Lyrique, que ya podían atraer a artistas de primera categoría y dar las viejas obras favoritas. La Juive fue representada de forma regular allí y, en 1917, se dedicó una temporada completa a las antiguas obras mayores, incluidas la ópera de Halévy La reine de Chypre.

## ElsigloXX

### Debussy: Pelléas et Mélisande

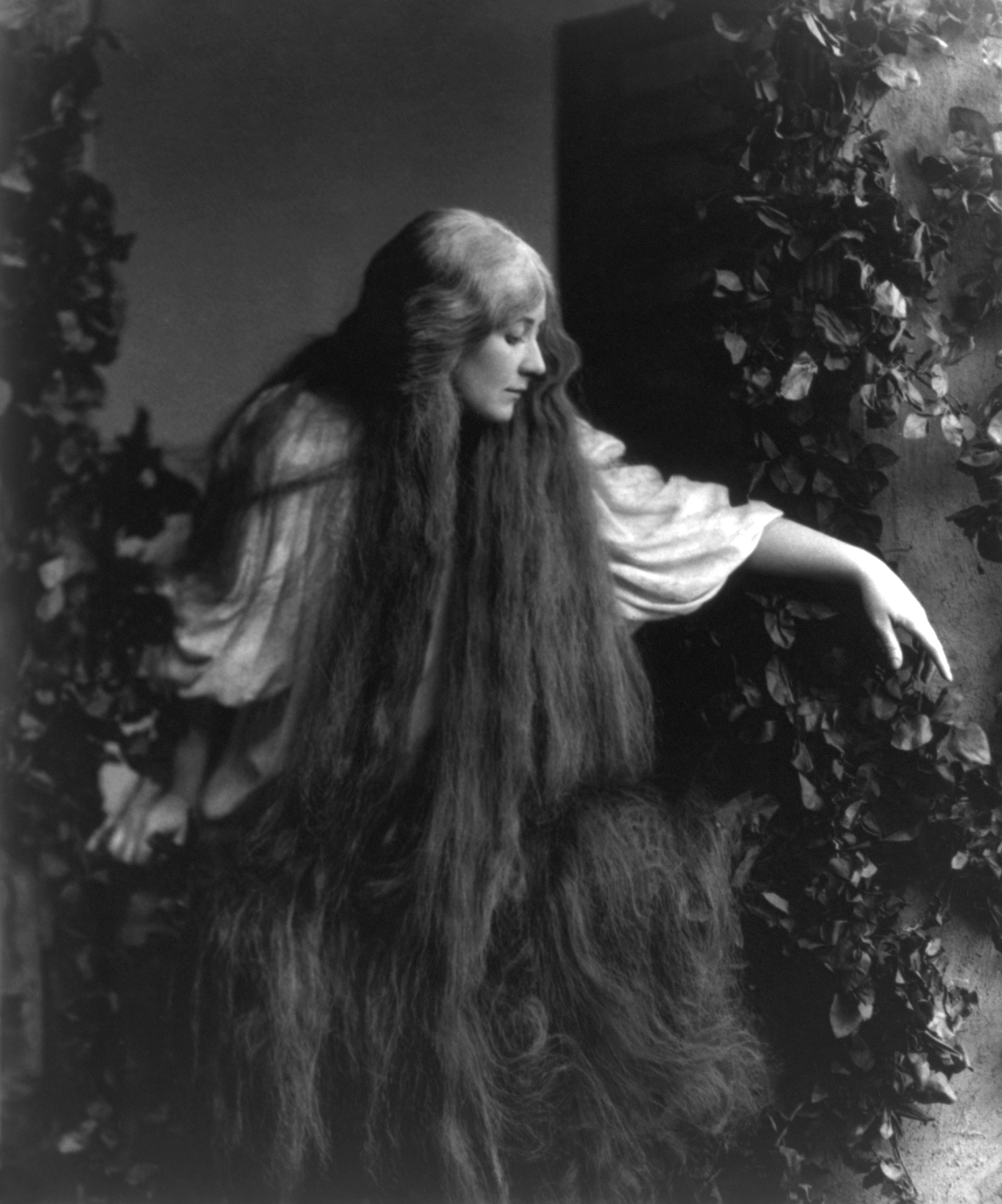
Mary Garden, la intérprete del estreno, en una representación de Pelléas et Mélisande en 1908

Claude Debussy (1862-1918) tuvo una más ambivalente y, en última instancia, más fructífera, actitud ante la influencia wagneriana. Inicialmente abrumado por su experiencia de las óperas de Wagner —especialmente Parsifal—, más tarde trató de liberarse del hechizo de la «Old Wizard de Bayreuth». La única ópera de Debussy, Pelléas et Mélisande (1902) muestra la influencia del compositor alemán en el papel central dado a la orquesta y la completa abolición de la tradicional diferencia entre el aria y el recitativo. 
Con un libreto de Maeternick
De hecho, Debussy se había quejado de que había «demasiado cantado» en la ópera convencional y lo sustituyó por una fluida declamación vocal, amoldada a los ritmos de la lengua francesa. La historia de amor de Pelléas et Mélisande evita las grandes pasiones del Tristan und Isolde de Wagner en favor de un esquivo drama simbolista en que los personajes sólo expresar sus sentimientos indirectamente. El misterioso ambiente de la ópera se ve reforzado por la orquestación de una notable sutileza y poder sugestivo.

### Hasta la I Guerra Mundial
Los primeros años del siglo XX vieron el estreno de dos óperas francesas más que, aunque no al nivel del logro de Debussy, lograron absorber las influencias wagnerianas sin perder el sentido de su individualidad. Se trata de Pénélope (1913), una austera obra de Fauré sobre el drama clásico y de Ariane et Barbe-bleue Bleue (1907), un drama colorista y simbolista de Dukas.
Gabriel Fauré (1845-1924) abordó no menos de diez proyectos de ópera antes de finalizar realmente uno, casi siempre debido a que no acababan de convencerle los temas. La música incidental para Prométhée (1900), un drama lírico con interludios hablados, tuvo un gran éxito y le permitió ensayar una nueva forma de acercamiento al género. Siete años más tarde, Fauré encontró un tema que le encantó y finalizó Pénélope (1907-1913), un drama lírico. En ella da una solución personal al problema de la ópera post-wagneriana: Pénélope puede ser descrita como una 'ópera de canciones', ya que no hace uso ni del esquema clásico de arias con recitativo, ni tampoco de la melodía continua wagneriana, sino más bien una secuencia de cortos pasajes líricos, sin repetición, unidos por ariosos y, con menor frecuencia, recitativo llano, a veces sin acompañamiento. Pénélope por lo tanto, cumple el reto de mantener un equilibrio entre las voces y la orquesta, cuyo papel es importante porque proporciona un comentario sobre la acción a través de varios hilos conductores en la forma del Pelléas et Mélisande, aunque ambas obras no se parecen en nada. Al igual que Pelléas y Wozzeck, Pénélope supuso una solución original, pero como esas obras, no tendrá verdaderos sucesores. Sin embargo, Fauré sentía demasiado disgusto por los efectos teatrales para poder crear una obra popular y aunque Pénélope es una obra maestra, es una obra maestra de música pura.

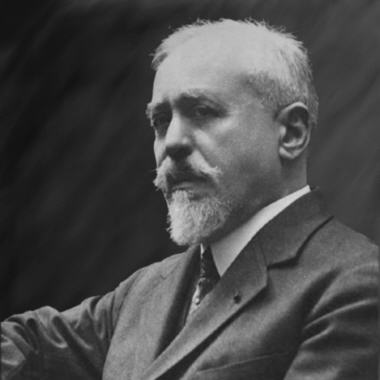
Dukas estrenó con verdadero éxito en 1907, Ariane et Barbe-bleue.

Paul Dukas (1865-1935), además de compositor, fue un importante crítico que como tal había realizado el peregrinaje a Bayreuth en 1886 y 1889 y asistido en Londres a la representación del Ring en 1892. Dukas había reflexionado en profundidad sobre la ópera, estudiando a Gluck, Mozart, Beethoven y sobre todo, a Wagner. Dukas eligió un texto de Maeterlinck y comenzó la obra en 1899, dedicándose a ella durante casi ocho años. El estilo narrativo de Maeterlinck dio a Dukas libertad para el desarrollo sinfónico de una densa textura motívica. Un buen ejemplo de su técnica operística son las seis variaciones escénicas de un tema en el acto 1. Su elaboración armónica forman las notas fundamentales de una escala tonal y se corresponde, en la acción, con la apertura de seis puertas y el descubrimiento de seis tesoros de joyas. Otras formas musicales construidas de la misma manera se suceden en toda la obra. Tres preludios para orquesta anticipan la acción y el desarrollo motívico de cada acto. Giselher Schubert a este respectó comentó: «la idea de una partitura de ópera concebida sinfónicamente conduce a formas musicales autónomas, que están, sin embargo, íntimamente ligadas a la escena»". 
El estreno en 1907 de Ariane et Barbe-bleue supuso el reconocimiento internacional del compositor. Traducida al alemán ese mismo año, al inglés en 1910, al italiano en 1911, también se hicieron adaptaciones para efectivos más reducidos. El estreno en Viena en 1908, dirigido por Zemlinsky, despertó el interés del mismo Schoenberg y su círculo.

### La crisis de entreguerras
Los géneros más frívolos de la «opéra-comique» y la opereta prosperaban aún, en manos de compositores como André Messager (1853-1929) y Reynaldo Hahn (1874-1947). De hecho, para muchas personas, luminosas y elegantes obras como estas representaban la verdadera tradición francesa, en contraposición a la «teutónica pesadez» de Wagner. Esta era la opinión de Maurice Ravel, que escribió sólo dos óperas breves pero ingeniosas: L'heure espagnole (1911), una farsa ambientada en España, y L'enfant et les sortilèges (1925), una fantasía ambientada en el mundo de la infancia en la que diversos animales y muebles toman vida y cantan.
Un grupo de jóvenes compositores, que formaron el grupo conocido como Les Six compartían la misma estética de Ravel. Los más importantes miembros de Les Six fueron Darius Milhaud, Arthur Honegger y Francis Poulenc. Milhaud fue un compositor prolífico y versátil que escribió en una variedad de formas y estilos, desde las Opéras-minutes (1927-1928), ninguna de las cuales tenía más de diez minutos de duración, a la épica Christophe Colomb (1928), en que utiliza un enorme e inusual número de instrumentos así como una compleja parafernalia dramática, incluida una película para crear una fiel exposición del misticismo católico del poeta. Milhaud estaba muy influido por la riqueza textual de Claudel, como refleja en su obra La Orestíada. Otras óperas suyas como Ariadna, La liberación de Teseo y David, con texto de Boris Vian, no aportan a la escena francesa elementos dignos de consideración.
Si bien una de las aspiraciones declaradas del suizo Arthur Honegger (1892-1955) había sido escribir «nada más que óperas», consideraba que el teatro lírico estaba en declive y que incluso podía desaparecer. Aún joven hizo algunos tempranos intentos —Philippa (1903), Sigismond (1904) y La Esmeralda (1907) y la inacabada La mort de Sainte Alméenne (1918)— antes de abordar su única otra ópera seria, Antigone (1924-1927), una colaboración con Cocteau, con una traducción muy condensada, cuya musicalización fue innovadora por la ausencia de recitativos y su «incorrecta» acentuación de las palabras (que constante invertía la tradicional convención de la prosodia francesa, que trata la consonante de ataque como una anacrusa). El lenguaje musical y la propia forma austera del trabajo hicieron que no fuera bien recibida. Su colaboración con Paul Valéry sobre el melodrama Amphion (1929) le supuso un efímero éxito. Aunque mucho más restringido armónicamente que Antigone, muestra en su escritura melódica las mismas cualidades de distinción, aunque delatando claramente cuales eran sus influencias: Stravinsky. Sin embargo, la opereta que siguió, Les aventures del roi Pausole (1929–1930), fue un tremendo éxito, con una primera producción en el Bouffes-Parisiens a la que siguieron más de 500 representaciones. La partitura es una mezcla de lo mejor de los estilos de opereta de Chabrier, Gounod, Lecocq, Messager y Offenbach, y tomó al público y a la crítica por sorpresa: las memorables líneas melódicas son la causa principal de su encanto, abandonadas ya las innovaciones declamatorias de Antigone. Su otro trabajo como compositor de operetas incluye una colaboración con Ibert en L'aiglon (1936-1937). Honegger compuso mucho y frecuentó muchos géneros, experimentando con una mezcla de ópera y oratorio en obras como Le roi David (1921) y Jeanne d'Arc au bûcher (Juana en la hoguera, 1938), o con el ballets en Anfión (1931) y Semíramis (1933-1934), obras en las que el acento se pone más en el aspecto teatral que en el puramente musical.

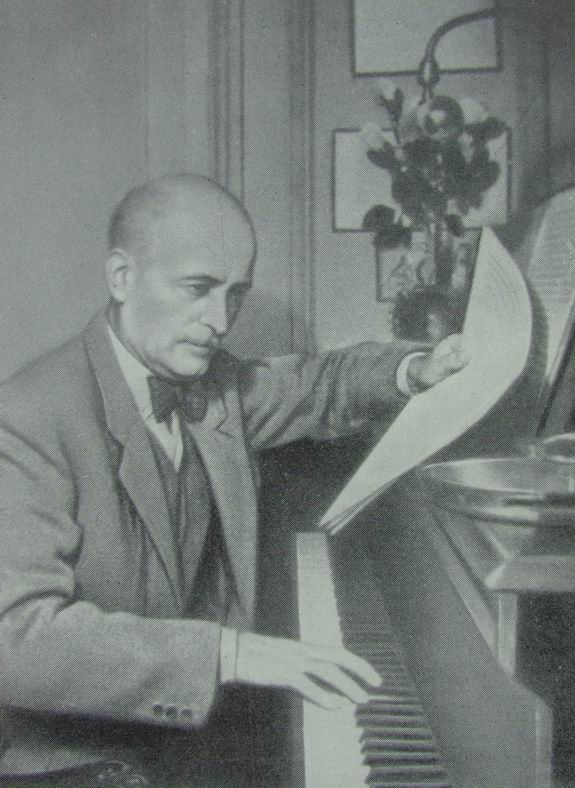
Jacques Ibert en 1938

Jacques Ibert (1890-1962) se inició en el género componiendo una ópera en 1921, Persée et Andromède, ou Le plus heureux des trois, que no fue estrenada hasta 1929. Contó como libretista con su cuñado Nino, con quien unos años más tarde hizo un intento de renovar la «opéra-bouffe» en Angélique (1926, estrenada en enero de 1927), que obtendrá un gran triunfo y le permitió estrenar su obra anterior. Compuso dos obras más —Le roi d'Yvetot (1927-8, estrenada en 1930) y Gonzague (1930, estrenada en Monte Carlo en 1931)— antes de abordar el género en compañía de su gran amigo Honegger. Con L'aiglon (1936, estrenada en Monte Carlo en 1937), Honegger e Ibert demostraron su capacidad de juzgar el espíritu de la época: compuesta cuando en Francia gobernaba el Frente Popular, el estilo de la ópera era lo suficientemente accesible para atraer al gran público, y al mismo tiempo, lo suficientemente sofisticado para no desilusionar a los admiradores de ambos compositores, quienes dejaron constancia de la plenitud de sus recursos técnicos. Ambos repitieron experiencia con Les petites cardinal (1937), una opereta basada en un argumento de L. Halévy que fue estrenada en París en enero de 1938. Ibert aún realizó una experiencia operística más, esta vez para la radio, Barbe-bleue (1943), una opéra-bouffe que fue su último acercamiento al género. Al igual que sus contemporáneos, como Poulenc, Milhaud y Henri Sauguet, Ibert siguió el ejemplo de Chabrier en un intento de reactivarlas virtudes francesas, melodías cortas de gran limpieza, tonalidad clara, texturas transparentes y frescura de inspiración.

### Después de la II Guerra Mundial

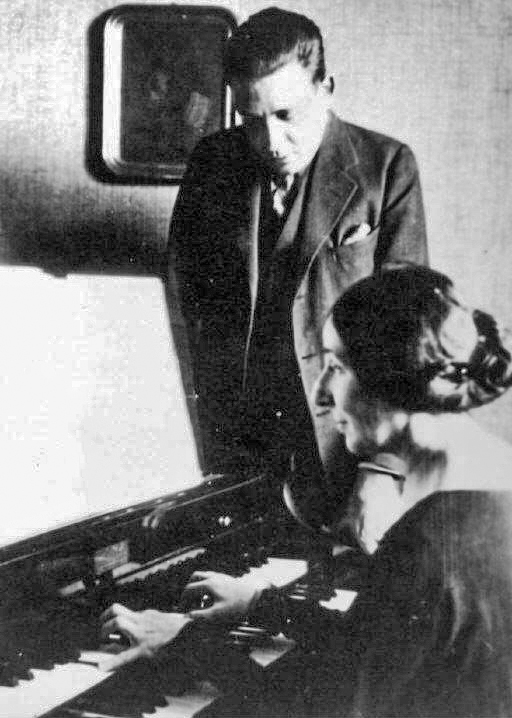
Francis Poulenc con Wanda Landowska

Finalizada la II Guerra Mundial, las expectativas de la ópera como género eran sombrías: muchos teatros europeos habían quedado destruidos, las compañías se habían dispersado y había escasez de medios y elementos esenciales. Componer nuevas óperas parecía una pérdida de tiempo y durante unos años los compositores escribieron tan solo óperas de cámara, que resultaban baratas de producir, como The Rape of Lucrecia (1946), con préstamos del terso clasicismo de Stravinsky, el estilo neobarroco de Hindemith o las óperas cortas de "Les Six" del París de los años 1920. La técnica dodecafónica se asentó firmemente, particularmente en la música instrumental y componer obras escénicas dodecafónicas acabó por ahuyentar al público y que dejarán de hacerse nuevos encargos.
En este ambiente trabajó Poulenc, sin duda el compositor de ópera de más éxito del grupo de los seis y el que renovó la escena francesa, escribiendo alguna de las pocas óperas posteriores a la guerra que consiguieron una amplia audiencia internacional. Poulenc, a pesar de que llegó tarde al género con la comedia surrealista Les mamelles de Tirésias, una ópera bufa estrenada el 3 de marzo de 1947 en la Opéra-Comique, sobre un libreto de Apollinaire, un drama-surrealista que lleva implícito el mensaje de la necesidad de que nazcan niños en Francia y del estímulo de «la libido» en las mujeres francesas, preocupación nacional que existe en Francia ya desde tiempos de Napoleón. La obra es de una inventiva y creatividad desbordante donde transcurren, vertiginosamente, una serie de escenas fundamentadas todas ellas en el absurdo, con personajes rayando en la locura. 
En completo contraste, la mejor ópera de Poulenc, Dialogues de Carmélites (1956), esta vez sobre un libreto de Georges Bernanos y estrenada el 26 de enero de 1957 en la Scala de Milán (en mayo se presentó en París), es un drama de angustia espiritual acerca de la suerte de un grupo de monjas de un convento condenadas a muerte durante la Revolución francesa. La obra, de personajes casi exclusivamente femeninos, se resuelve en una serie de escenas de muy corta duración. La belleza del texto desnudo y su profundo sentido religioso, con una fusión perfecta y equilibrada entre música y palabra. Poulenc sigue simplemente, como Debussy, el antiguo principio de Monteverdi: «El estilo recitativo es cuando se habla cantando; el lírico es cuando se canta hablando». Schöenberg describe la obra como «une syphonie pour grand orchestre avec acompangement d'un voix de chant». 
Su tercera y última ópera, La voix humaine (1958), una tragedia lírica en un acto para voz de soprano lírica y orquesta, sobre la famosa obra de Jean Cocteau, fue estrenada el 6 de febrero de 1959 en L'Operá Comique de París. La obra es un largo monólogo de cerca de 45 minutos, de gran patetismo, una conversación telefónica de una joven con su amante que la abandona. La angustia, la incertidumbre de la joven, las interrupciones y los silencios mientras el amante habla al otro lado del teléfono, el pensamiento de suicidio, la muerte final, dan una gran fuerza dramática a la obra. 
Otro compositor después de la guerra en atraer atención fuera de Francia fue Olivier Messiaen, un hombre como Poulenc devoto católico. El drama religioso de Messiaen, Saint François de Assise (1983) exige enormes fuerzas orquestales y corales y dura más de cuatro horas. una obra de proporciones ciclópeas y refinamiento exquisito: San Francisco de Asís, culminación de la vida y obra del compositor; síntesis de sus profundas creencias; el interés permanente por el canto de los pájaros; su brillante color sonoro y la rica densidad del lenguaje musical. 
En el último cuarto del siglo XX, la ópera francesa, a pesar de los esfuerzos artísticos y los avances tecnológicos, se tuvo que enfrentar a una gran crisis financiera. Como en la mayor parte de países las compañías francesas están ampliamente subvencionadas por el Estado, so riesgo de desaparecer (salvo en los Estados Unidos, que viven del aporte de fundaciones privadas, empresas comerciales y generosos donantes). Sin embargo, Francia abordó la construcción de nuevos teatros de ópera, en especial la Opéra Bastille de Paris (1989) y la Opéra de Lyon, respondiendo al deseo de perfección acústica y a una estrategia político-cultural determinada que buscaba popularizar el género.
El perfeccionamiento de las técnicas de grabación, que permiten por vez primera una buena escucha de las obras en el domicilio, y el intento de amortización con películas, emisiones televisadas, videos y CD de las grandes producciones, han contribuido a la difusión mediática de la opera, aun así centrada en unas élites cultivadas, aunque cada vez más el género es tenido en cuenta por una burguesía intelectual.
René Leibowitz: tres óperas, La Rumeur de l’espace, Circulaire de minuit inédita, y Les Espagnois a Venise, ópera bufa, estrenada en 1970.

## ElsigloXXI
La escena operística francesa ha cambiado mucho a finales de siglo, con la apertura del Teatro de la Bastilla. Nuevos compositores como Philippe Manoury, estrenan obras como 60th Parallele (1997), ambientada en un aeropuerto en el que los pasajeros que esperan su avión deben esperar a que remita una tormenta de nieve y estrenada en el Théâtre du Châtelet o K... (2001), sobre El Proceso de Kafka, estrenada en la ópera de la Bastilla.
Uno de los últimos compositores de ópera franceses es Pascal Dusapin (1955), que ya ha logrado estrenar un buen número de obras: Roméo & Juliette (1989), Medea (1993), To Be Sung (1994), Perelà, Uomo di fumo (2003), y Fausto, the Last Night (2006), su última obra, en una noche y once escenas, estrenada curiosamente por la ópera de Lyon. La mejor acogida por la crítica fue Perelà, que con arias de apariencia belcantista de una belleza inexcusable, con estallidos orquestales y el rico timbre del clave, el órgano o la batería de jazz, consigue crear un clima misterioso de gran dramatismo. Y supone un clarísimo hito de la ópera de nuestros días en busca de sí misma. «No intentó reflexionar en particular acerca de la tradición del género ni reformularlo. Lo que me interesa de la ópera es, precisamente, la ópera. Es decir, las pasiones y la posibilidad de la música de reflejar esas pasiones» dice el compositor.
Otro autor que también logra estrenar es Philippe Fénelon, Le chevalier imaginaire (según Cervantes en el Châtelet, 1992), Salammbó (según Flaubert en la l’Opéra National de Paris, 1998) y Les Rois (según Cortazar en la Opéra National de Bordeaux, 2004), Faust (según Lenau en el Teatro del Capitolio de Toulouse, 2007) y la recientemente estrenada Judith (29 de noviembre de 2007).
| Los teatros de ópera de Francia | Los teatros de ópera de Francia | Los teatros de ópera de Francia | Los teatros de ópera de Francia | Los teatros de ópera de Francia | Los teatros de ópera de Francia           | Los teatros de ópera de Francia |
| ------------------------------- | ------------------------------- | ------------------------------- | ------------------------------- | ------------------------------- | ----------------------------------------- | ------------------------------- |
|                                 |                                 |                                 |                                 |                                 |                                           |                                 |
| Gran Teatro de Burdeos          | Ópera de Estrasburgo            | Ópera de Marsella               | Ópera de Lille                  | Ópera Garnier de París          | Ópera de Lyon (ampliación de Jean Nouvel) | Ópera de La Bastilla (París)    |